# Robert Lee
Pour les articles homonymes, voir Robert Lee (homonymie) et Lee.
« Général Lee » redirige ici. Pour les autres significations, voir Général Lee (homonymie).
Robert Edward Lee, né le 19 janvier 1807 à la plantation de Stratford Hall et mort le 12 octobre 1870 à Lexington, est un militaire américain.
Diplômé de l'Académie militaire de West Point, il est officier du Génie militaire pendant plus de trente ans dans l'armée des États-Unis avant que n'éclate la guerre de Sécession durant laquelle il s'illustra en tant que commandant de l'armée de Virginie du Nord. Il obtint ensuite le commandement des armées confédérées.
Fils d'Henry Lee III, un officier révolutionnaire durant la guerre d'indépendance des États-Unis, Robert Lee participe à la guerre américano-mexicaine et obtient le grade de colonel. Lorsque la Virginie fait sécession de l'Union en avril 1861, Lee choisit de combattre pour son État d'origine, en dépit de son souhait de voir le pays rester intact et malgré l'offre d'un commandement dans l'Union. Lorsque l'administration Lincoln lui fit discrètement cette offre, il refusa,.
Le 14 juin, il est nommé parmi les cinq généraux d'armée de la Confédération. Au cours de la première année de la guerre, il sert de conseiller militaire au président confédéré Jefferson Davis.
Une fois qu'il prend le commandement de l'armée de Virginie du Nord (grande armée confédérée opérant sur le théâtre oriental) en 1862, il apparaît vite comme un tacticien habile et un excellent commandant sur le champ de bataille, remportant la plupart de ses batailles contre des armées de l'Union numériquement bien supérieures, notamment à la bataille de Chancellorsville, (aussi surnommée Lee's perfect battle — la bataille parfaite de Lee — en raison de son commandement héroïque face à un ennemi deux fois supérieur en nombre). Il devient rapidement une « légende sudiste » et certains le surnomment alors The grey Fox (Le Renard gris).
Les stratégies à long terme de Lee sont plus discutables, et ses deux grandes offensives dans les territoires contrôlés par l'Union finissent en défaites à la bataille d'Antietam et à la bataille de Gettysburg. Ses tactiques agressives, qui entraînent de lourdes pertes à un moment où la Confédération manque d'hommes, ont fait l'objet de critiques au cours des dernières années. Les campagnes du général de l'Union Ulysses S. Grant (futur président des États-Unis en 1868) mettent à mal la Confédération en 1864 et en 1865. Le 31 janvier 1865, il est nommé général en chef de l'armée confédérée. Malgré de lourdes pertes infligées à l'ennemi, Lee est incapable de changer le cours de la guerre. Il se rend à Grant à Appomattox le 9 avril 1865, affectant sérieusement le moral des sudistes. L'armée de Virginie du Nord rendue, les autres forces confédérées capitulent rapidement après sa reddition. Lee appelle par la suite à la réconciliation entre les unionistes et les ex-confédérés.
Après la guerre, il devient président du Washington College à Lexington en Virginie, rebaptisé Washington and Lee University après sa mort. Il soutient le programme du président Andrew Johnson prônant la reconstruction, tout en s'opposant aux propositions des Républicains radicaux qui veulent donner le droit de vote aux esclaves libérés et le retirer aux ex-Confédérés. Il exhorte à la réinsertion des anciens Confédérés dans la vie politique de la nation. Lee est devenu le grand héros confédéré de la guerre et une icône après-guerre de la « Cause perdue » pour certains. Du fait de la grande considération qu'il avait acquise auprès de ses hommes, on lui donna de nombreux surnoms. Mais sa popularité grandit surtout après sa mort en 1870, et ce même chez les nordistes qui finissent par avouer le talent du général virginien.

## Avant la guerre

### Jeunesse et formation
Robert E. Lee est né le 19 janvier 1807 dans la plantation Stratford Hall dans le comté de Westmoreland, dans le Nord-Est de l'État de Virginie. Il est le cinquième fils du général Henry Lee III (1756-1818), qui fut gouverneur de Virginie, et de sa seconde épouse, Anne Hill Carter (en) (1773-1829).
La famille Lee est issue de l'une des plus vieilles familles de Virginie. Henry Lee III est un ami et l'un des généraux de George Washington durant la guerre d'indépendance. Anne Hill Carter est une descendante de Robert « King » Carter et a grandi sur le domaine de la plantation de Shirley, en Virginie. Henry Lee III a dilapidé la fortune de ses deux épouses successives avant d'abandonner sa famille et de partir aux Antilles. Il meurt alors que son fils Robert n'a que 11 ans, laissant la famille criblée de dettes. La famille Lee s'installe alors à Alexandria, laissant la plantation, reçue en héritage, au fils aîné de Henry Lee.
Très bon élève à l'académie d'Alexandria, Robert Lee entre en 1825 à l'Académie militaire de West Point. Sergent au bout d'une année de scolarité, il excelle en tactique militaire et en artillerie et obtient rapidement une confortable place de second dans la classe, derrière Charles Mason (en). Il est décrit par ses camarades - Joseph E. Johnston, entre autres - comme le cadet parfait, à la fois rigoureux, brillant, sympathique, plein d'abnégation et même séduisant. Son attitude était irréprochable, respectueuse tout comme son langage et ses manières sans pour autant le rendre strict. Enfin, il était très attaché à ses devoirs tant personnels qu'officiels.
Avec cinq autres cadets, il se distingue en ne recevant aucun avertissement ("demerite") durant ses quatre années d'instruction. En 1829, il sort deuxième de sa promotion (sur 46 officiers), avec 1966, 25 points, toujours derrière Mason, 1995, 5 points.

### Carrière militaire dans l'armée des États-Unis

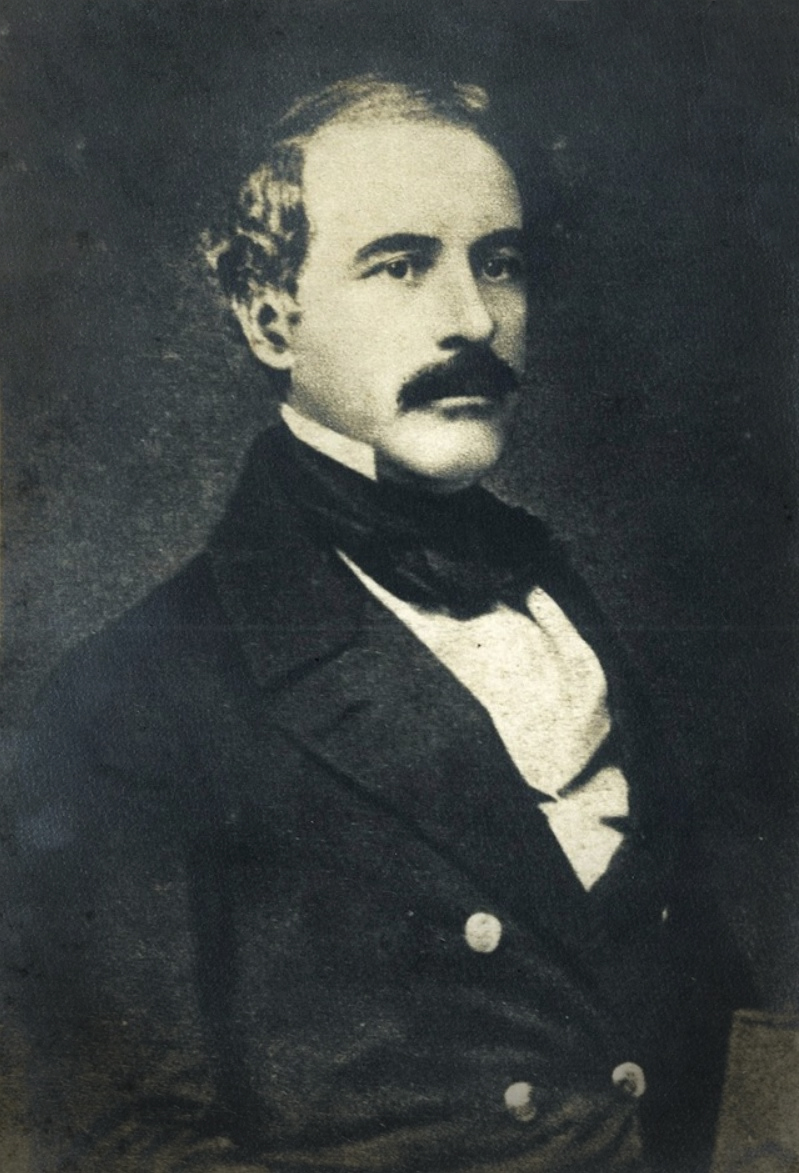
Photographie de Robert Edward Lee en tenue de civil en 1851.
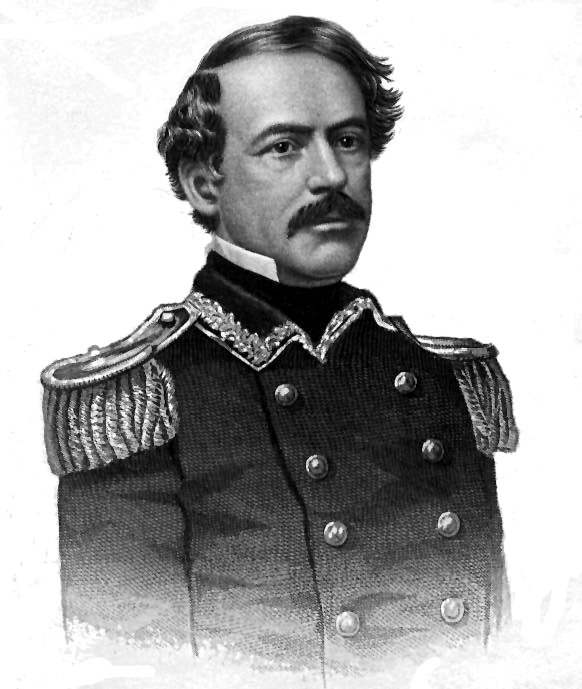
Dessin de Robert Edward Lee vers 1858 en uniforme de colonel de l'Union visiblement inspiré de la photographie ci-contre.

#### Officier du génie (1829-1855)
Diplômé de West Point, Robert Lee entreprend une carrière d'officier du génie (U.S. Engineer Corps) avec le grade de second lieutenant. Il est d'abord affecté sept mois à Fort Pulaski en Géorgie puis est transféré à Fort Monroe, dans la péninsule de Virginie, où il participe activement à la construction de Fort Calhoun. C'est durant son affectation à Fort Monroe qu'il se marie, en 1831.
De 1834 à 1837, Lee est adjoint au sein du bureau de l'ingénieur en chef à Washington (district de Columbia). Il est promu au grade de premier lieutenant en 1836. En 1837, il supervise les travaux du Génie du port de Saint-Louis (Missouri) et des ouvrages d'art sur le Mississippi et le Missouri. En 1838, il est promu capitaine et, en 1842, est affecté comme ingénieur en chef au Fort Hamilton.

#### La guerre du Mexique (1846-1848)
Le capitaine Robert Lee participe à la guerre du Mexique (1846-1848) au cours de laquelle il contribue à plusieurs victoires américaines en sachant exploiter le terrain en tant qu'officier d'état-major. Aide de camp de Winfield Scott lors de la marche de Veracruz à Mexico, Lee participe aux batailles de Contreras, de Churubusco et de Chapultepec où il est d'ailleurs blessé. Il est cité trois fois pour acte de bravoure Il est distingué à titre honorifique au rang de colonel. Pendant ce conflit, il croisera le capitaine Ulysses S. Grant, futur chef des forces nordistes.
Après la guerre du Mexique, il passe trois ans à Fort Carroll à Baltimore (Maryland). Il refuse notamment à cette époque une offre du secrétaire à la Guerre, Jefferson Davis, de commander une attaque sur l'île espagnole de Cuba.
En septembre 1852, Lee devient superintendant de l'Académie militaire de West Point. Il y passe trois ans durant alors que son fils Custis Lee y est cadet. Il sortira premier de sa promotion en 1854.

#### Officier de cavalerie (1855-1860)
En 1855, Lee est promu lieutenant-colonel du nouveau 2e régiment de cavalerie. Il quitte alors le corps du génie, où il avait servi durant 25 ans, et prend son commandement à Camp Cooper au Texas. Il y protège notamment les pionniers des attaques des Apaches et des Comanches. Il vit alors loin de sa famille alors que son épouse est durablement souffrante.

#### L'héritage de la plantation d'Arlington
En 1857, Robert Lee devient l'exécuteur testamentaire de son beau-père, George Washington Parke Custis (en), et l'héritier de sa plantation d'Arlington et de 196 esclaves, tous destinés à être émancipés dans les cinq ans suivant la mort de leur ancien propriétaire selon le testament de celui-ci. Mais Lee ne souhaite pas quitter l'armée et décide d'engager un contremaître chargé de la gestion de la plantation. N'ayant pu trouver la personne idoine, Lee doit se résoudre à prendre un congé de deux ans pour diriger la plantation. Il rencontre alors des difficultés avec une demi-douzaine d'esclaves qui pensaient devenir libres immédiatement à la mort de leur ancien maître. Trois d'entre eux s'enfuient vers le Nord en 1859 mais sont capturés et ramenés en Virginie. Lee fut personnellement attaqué par le New York Tribune pour avoir fait fouetter les trois esclaves à leur retour, ce que Lee démentira. En 1862, à la fin des cinq ans prévus dans le testament de Custis, Lee fit affranchir tous les esclaves de la plantation.
Selon l'historien Glenn D. Brasher, la position de Lee par rapport à l'esclavage est sans doute moins claire et moins chevaleresque que l'image qu'en ont donnée les promoteurs de la Cause perdue. D'après lui, les sources confirment que Lee a bien fait fouetter les trois esclaves évadés de la plantation d'Arlington. Une autre plantation héritée de George Custis dans le comté de New Kent, appelée White House, servit temporairement de quartier général pour les troupes du général George McClellan, ce qui permit, signale-t-il, à de nombreux journalistes de constater l'état de dénuement dans lequel vivaient les esclaves appartenant à Lee.

#### Harpers Ferry (1859)
En octobre 1859, l'anti-esclavagiste John Brown et vingt-et-un de ses hommes tentèrent de prendre d'assaut l'arsenal de la ville de Harpers Ferry dans l'Ouest de la Virginie. À la tête d'une compagnie de marines et de soldats détachés de la milice du Maryland et de Virginie, Lee fut chargé d'arrêter les hommes du commando de Brown, retranchés dans l'arsenal avec des otages. Après le refus de Brown de déposer les armes et de se rendre, Lee ordonna l'assaut contre les insurgés. Brown et les survivants de son commando furent rapidement capturés.

#### La crise des sécessions (1860-1861)
En 1860, Robert Lee, aristocrate chrétien et conservateur continue de servir avec distinction l'armée des États-Unis mais en février 1861, le Texas, où Lee est cantonné, fait sécession. Le général David E. Twiggs, commandant général de l'armée fédérale au Texas, se met lui-même au service des sécessionnistes et remet le commandement de l'armée fédérale (4 000 hommes dont Lee) à la souveraineté texane.
Robert Lee est politiquement hostile à la sécession qu'il considère comme une trahison des pères fondateurs. Il revient alors à Washington où, sur proposition du général Winfield Scott, commandant-général de l'armée de l'Union, le nouveau président, Abraham Lincoln, le nomme colonel du premier régiment de cavalerie le 28 mars 1861. Trois semaines après sa promotion, Lincoln lui offre un commandement avec le rang de général.

Le 5 avril, le gouvernement Lincoln lui propose discrètement le commandement de l'armée devant ramener le Sud dans le droit chemin mais celui-ci, attachée à son État natal, la Virginie, répondit :
"Je vois la sécession comme de l'anarchie… Mais comment puis-je me résoudre à tirer l'épée contre mon État natal, ma famille, mes amis ?"
Quand celui-ci s'apprête à rejoindre les États confédérés d'Amérique après le début de la bataille de Fort Sumter le 18 avril 1861, Robert Lee refuse sa promotion dans l'armée de l'Union, donne sa démission le 20 avril et retourne en Virginie où, le 23 avril, il prend le commandement des forces armées de Virginie. Ce n'est certainement pas au nom de la politique esclavagiste du Sud qu'il rejoint les États confédérés d'Amérique mais au nom de la loyauté de son État natal comme le montre cette citation du 13 février :
"Je ne porterai jamais les armes contre l'Union… Mais, il peut m'être nécessaire de tenir un fusil pour la défense de mon État natal."
De plus, il affranchira ses esclaves durant l'hiver 1862-1863 et avouera être favorable à une émancipation générale graduelle.

## Guerre de Sécession

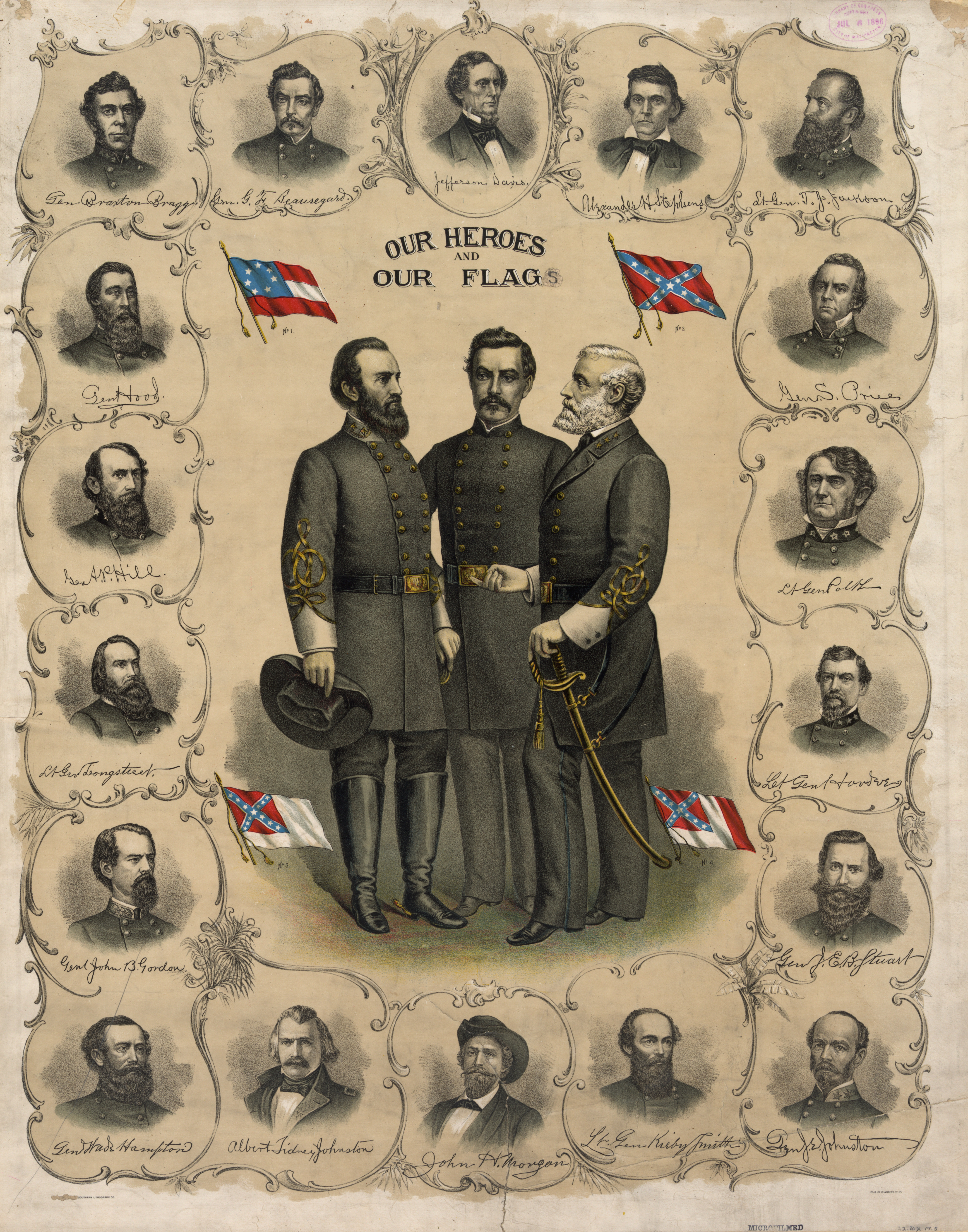
Les généraux Stonewall Jackson, Pierre Gustave Toutant de Beauregard et Robert Lee, affiche confédérée.

### Début de la guerre
Robert Lee est d'abord le commandant des forces armées de Virginie avant que ne se forme l'armée des États confédérés dont il devient l'un des cinq premiers généraux.
Lee prend alors le commandement de l'armée confédérée de Virginie-Occidentale et connait son baptême du feu à la bataille de Cheat Mountain, où il est battu. Cela n'est pas sans conséquence pour sa réputation. Il gagna alors les surnoms de "Granny Lee" ou "Evacuating Lee".
Il organise ensuite les défenses de la côte orientale de Caroline et de Géorgie où il constate l'inexistence de la marine confédérée.
Il devient ensuite conseiller militaire du président confédéré Jefferson Davis, avant de prendre le commandement de l'armée de Virginie du Nord en juin 1862.

### Commandant de l'armée de Virginie du Nord

Drapeau de l'Armée de Virginie du Nord.

#### Campagne de la Péninsule et des Sept Jours
Durant le printemps 1862, l'armée du Potomac, commandée par le général George McClellan, avance sur Richmond, la capitale confédérée. Le général Joseph Eggleston Johnston ayant été blessé le 1er juin 1862 à la bataille de Seven Pines, Lee prend alors le commandement de l'armée de Virginie du Nord avec pour objectif de défendre la ville et de repousser l'armée unioniste. Sa nomination suscite le débat dans la presse confédérée qui le pense trop timide et pas assez agressif pour ce genre de commandement. Après avoir supervisé le renforcement des défenses de Richmond au cours des trois premières semaines de juin (gagnant les surnoms de "King of Spades" et "Old Spade Lee"), le général Lee lance une série d'attaques contre les forces armées de McClellan (bataille des Sept Jours). En dépit de lourdes pertes confédérées et d'une infériorité numérique, Lee parvient à stopper et repousser McClellan jusqu'à la James River. La défaite est lourde pour l'Union grâce à la stratégie agressive de Lee.

#### Second Manassas
Après la retraite de McClellan, le général Lee remporte une autre victoire sur l'armée unioniste à la seconde bataille de Bull Run, considérée par beaucoup d'historiens comme son chef-d’œuvre opératif.

#### Campagne du Maryland

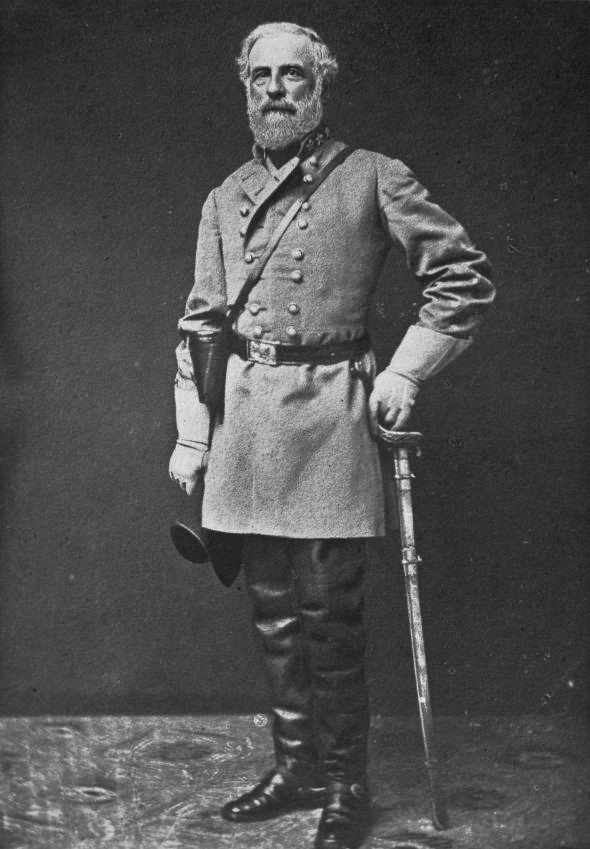
Photographie de Minnis et Cowell représentant le général R. E. Lee revêtu d'un uniforme de colonel confédéré (le "Booted and Spurred Uniform") en 1863 dans un studio de Richmond.

Ayant la voie libre à la suite de cette victoire à Manassas Junction, "Bobby Lee" décide alors pour la première fois d'envahir le Maryland, dans l'espoir notamment de reconstituer ses vivres et son équipement et, éventuellement, influencer les élections de mi-mandat dans l'Union. Il espère également rallier à la Confédération les sudistes du Maryland mais la déception est grande car très peu le rejoignent. L'armée de McClellan affronte alors de nouveau l'armée, en constante infériorité numérique, du général Lee durant la campagne du Maryland et subit alors des défaites. Mais il décide de rassembler ses troupes à Sharpsburg pour livrer une grande bataille décisive. C'est ainsi que la bataille d'Antietam débute. Aidé du général Stonewall Jackson, Lee parvient à résister aux assauts de McClellan dans ce qui demeure l'une des batailles les plus sanglantes de la guerre civile, avant finalement de battre en retraite en Virginie, permettant au président Abraham Lincoln de se servir de cette victoire pour proclamer l'émancipation des esclaves portant la guerre à un objectif abolitionniste et mettre moralement et diplomatiquement la Confédération sur la défensive.

#### Campagne de Fredericksburg
Bien qu'ayant pu repousser Lee à Antietam, McClellan n'a pas réussi à détruire son armée et n'envisage pas de l'attaquer. Lincoln décide alors de le remplacer au commandement de l'armée du Potomac par le général Ambrose Burnside. Celui-ci attaque Fredericksburg le 12 décembre 1862. Cette bataille de Fredericksburg se solde par une nouvelle victoire du général Lee et de l'armée de Virginie du Nord.

#### "Lee's perfect battle", le chef-d’œuvre du général Lee
Burnside est alors à son tour remplacé par le général Joseph Hooker qui, confiant, attaque Lee en mai 1863 au hameau de Chancellorsville. Lee tenta une tactique risquée : diviser l'armée ennemie qui est deux fois supérieures en nombre. L'indécision de Hooker combinée à l'inexpérience de ses subordonnés et à la stratégie ingénieuse de Lee suffirent à faire de la bataille une nouvelle victoire de Lee. Celle-ci demeure néanmoins amère. Le général Stonewall Jackson, l'un des meilleurs et plus efficaces commandants de Lee, est en effet blessé, avant de mourir d'une pneumonie quelques jours plus tard. L'armée confédérée ne se remettra jamais de cette perte.
Après une série de victoires inattendues de la Confédération grâce à Lee, il devient une véritable légende confédérée, un héros sur le champ de bataille. Le moral des nordistes s'en ressent tandis que celui des sudistes remonte.

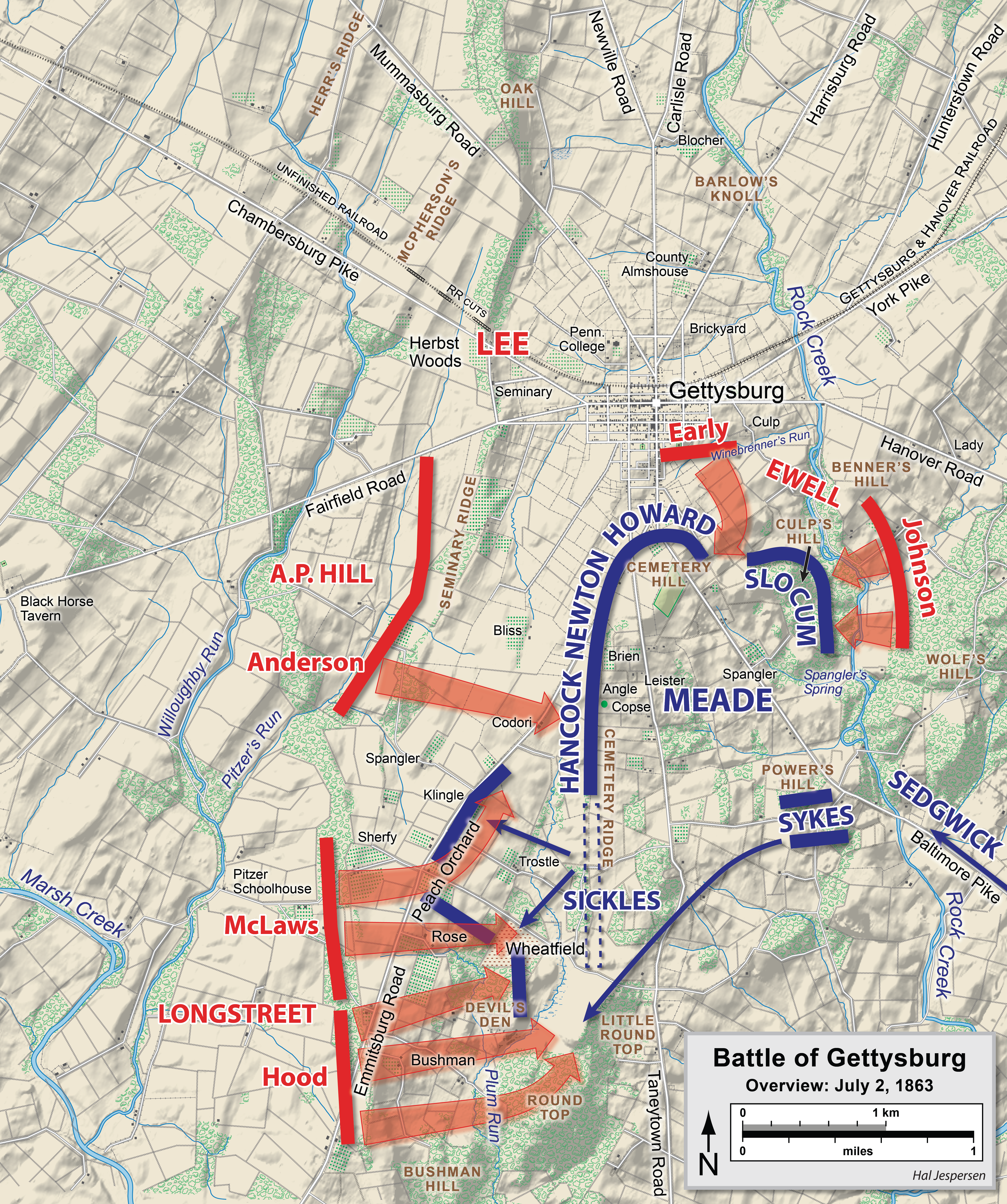
Plan du deuxième jour de la bataille de Gettysburg, le 2 juillet 1863. On peut remarquer de nombreuses offensives confédérées sur les positions unionistes.

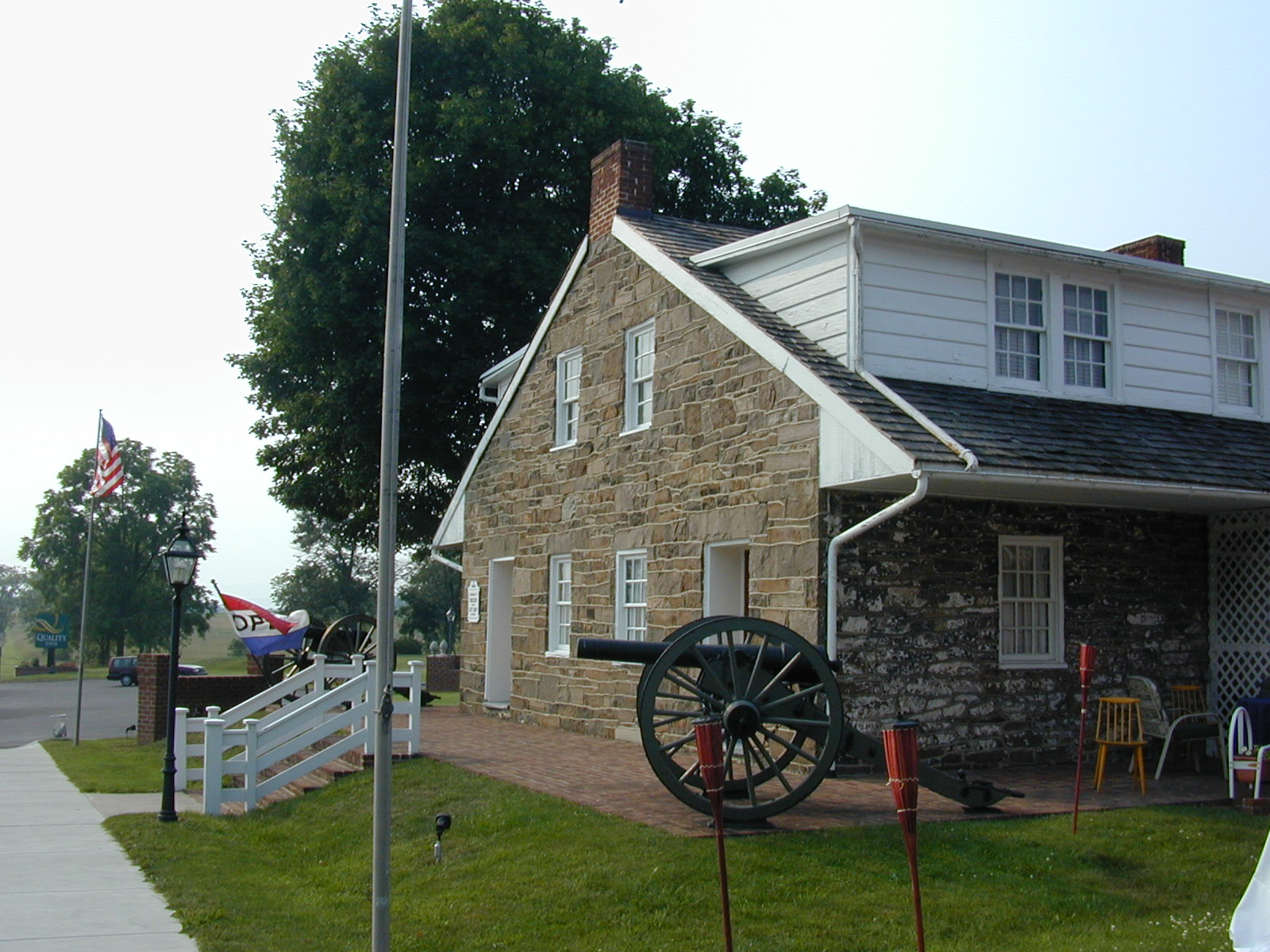
Quartier général de Lee lors de la bataille de Gettysburg.

#### Campagne de Gettysburg
En juin 1863, le général Lee tente une seconde invasion de l'Union directement après sa victoire en Virginie mais, à la suite des importantes pertes de Chancellorsville, la plupart de ses subordonnés ont été renouvelés et sont inexpérimentés. Les 75 000 hommes de l'armée de Virginie du Nord constitués en trois corps d'armée (celui de Longstreet, de Hill et de Ewell) sont regroupés à la fin juin à Cashtown, située 10 km à l'ouest de Gettysburg en Pennsylvanie, et menacent alors Baltimore, Philadelphie et Washington. Ils se retrouvent face à l'armée du Potomac, forte de 90 000 hommes, dorénavant commandée par le général George G. Meade.
Les combats entre les deux armées commencent le 1er juillet à l'avantage des confédérés qui obligent les unionistes à se replier sur les collines du Sud de la ville à la suite du décès du général Reynolds, tué d'une balle dans la gorge par un tireur d'élite confédéré. Le 2 juillet, Lee souhaite attaquer les positions fédérales. Mais James Longstreet, un de ses généraux de corps, proposa plutôt à Lee de profiter du moment de faiblesse de l'Union pour marcher vers Washington. Mais Lee refuse, l'ennemi est là et il faut lui livrer bataille. Il faut lui infliger une défaite décisive qui obligerait Lincoln à accepter l'indépendance des États confédérés d'Amérique. En outre, les généraux confédérés spécialistes de l'offensive étaient absents : Stonewall Jackson était décédé il y a peu, Jeb Stuart devait seulement arriver dans la journée. Il ordonne alors au (ie) corps de Longstreet, officier plutôt adepte des stratégies défensives, de lancer un assaut sur le flanc gauche de l'Union notamment à Little Round Top mais l'Union résiste héroïquement. Cet assaut fut accompagné par d'autres assauts des inexpérimentés A.P. Hill et Richard Ewell sur les lignes de l'Union à Cemetery Ridge, Cemetery Hill et Culp's Hill. Mais ceux-ci furent également repoussés. Le 3 juillet, il décide de faire charger 13 000 fantassins (charge de Pickett), en vain.
Au bout de trois jours durant lesquels l'issue semble incertaine, Lee ordonne la retraite, laissant derrière lui plus de 23 000 de ses soldats, morts, blessés, capturés ou disparus (32 % de pertes). On reproche parfois à Meade de ne pas avoir assez poursuivi Lee après la bataille pour détruire l'armée de Virginie du Nord. Désappointé par la défaite, Lee vient lui-même à la rencontre de ses troupes et endosse l'entière responsabilité de la défaite, présentant alors sa démission au président Jefferson Davis qui la refuse. Lee parvient néanmoins à ramener les restes de son armée sur la rive sud du Potomac. Déjà en constante infériorité numérique face à l'armée de l'Union, et mal équipée, l'armée confédérée ne se remettra pas des pertes subies lors de la bataille de Gettysburg, la plus sanglante de toute la guerre civile.

#### Bristoe et Mine Run
Après Gettysburg, Meade tente de défaire l'Armée de Virginie du Nord du général Lee. Durant la campagne de Bristoe Station (13 octobre - 7 novembre), l'Union prend légèrement l'avantage sans réellement atteindre ses objectifs. Puis durant la campagne de Mine Run (27 novembre - 2 décembre), aucun des deux camps ne parvient à prendre clairement l'avantage sur son adversaire. La timide poursuite de Meade a échoué mais Lee et ses généraux sont également déçus. Ils ne sont pas parvenus à détruire l'armée du Potomac.

#### Overland Campaign

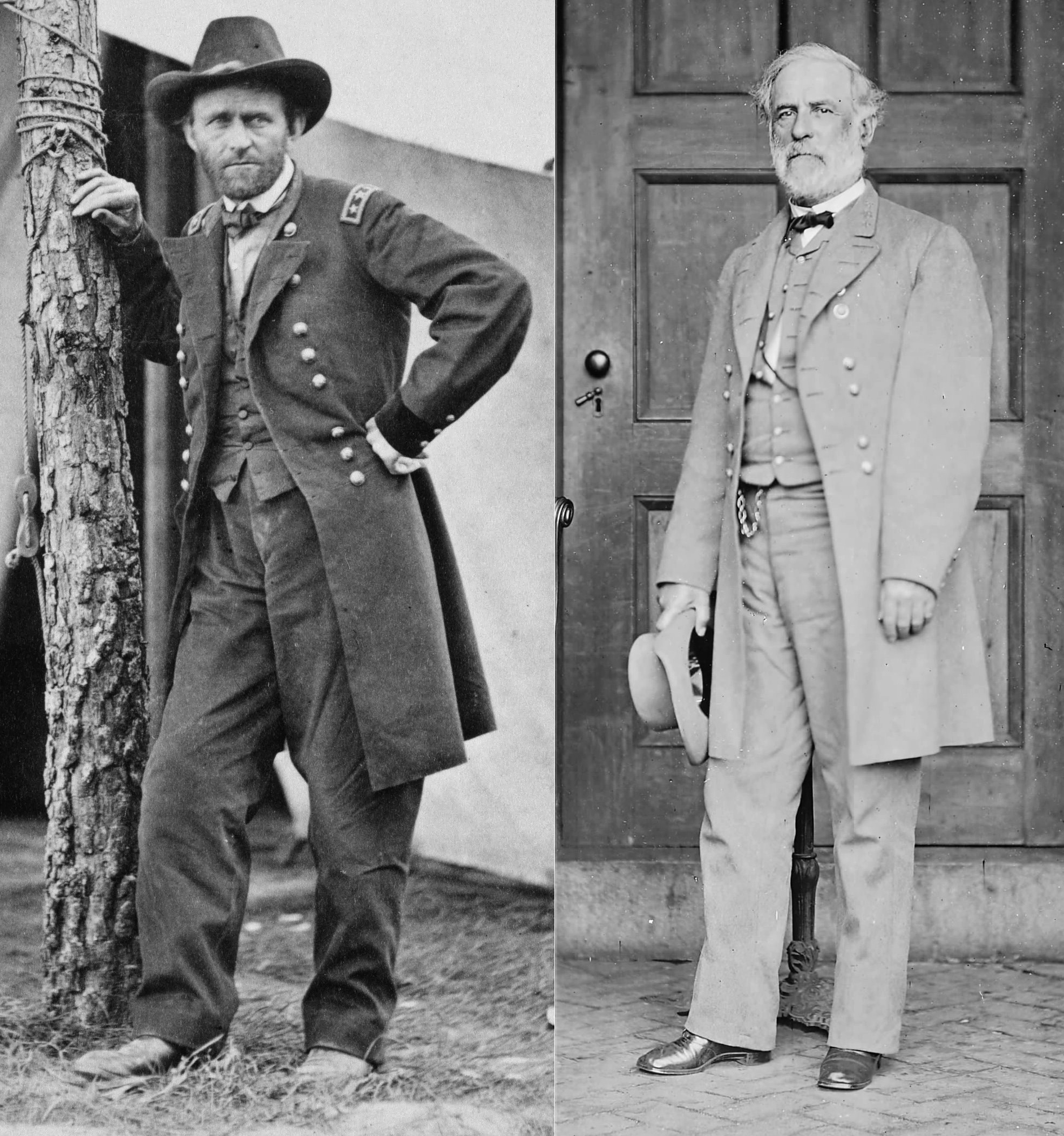
Portraits de l'unioniste Ulysses S. Grant et du confédéré Robert Lee, adversaires sur le théâtre oriental de la guerre de sécession de 1864 à 1865.

À l'arrivée du général Ulysses S. Grant comme commandant en chef unioniste, le général Lee doit mener contre lui une guerre d'usure pendant toute l'année 1864, résistant de plus en plus difficilement aux coups de boutoir de son adversaire. Le but de Grant lors de la campagne Overland est de détruire l'armée de Lee par une stratégie d'attrition. Il dispose pour cela de ressources matérielles et humaines bien plus importantes que son adversaire. Ainsi, bien que Lee réussisse à chaque fois à résister et à stopper chaque assaut de l'armée de Grant, ce dernier continue néanmoins d'avancer vers la capitale. Les victoires de Lee (Wilderness, Cold Harbor), au prix de nombreuses vies humaines tant confédérées qu'unionistes, n'empêchent pas Grant de continuer à avancer vers Richmond. L'armée de Virginie du Nord est alors privée de ses meilleurs généraux : Longstreet est blessé à la Wilderness, les nerfs d'Ewell lâchent à Spotsylvania, Hill tombe malade et surtout, Stuart meurt à Yellow Tavern.

#### Campagne de Richmond-Petersburg et de la Shenandoah
Après avoir traversé furtivement la James River, Grant mène ses troupes autour de Petersburg, un nœud ferroviaire vital pour Richmond et pour l'armée de Virginie du Nord de Lee, qui tente de desserrer l'étreinte sur la ville. Pour Grant, le siège de Petersburg constitue un changement de stratégie par rapport à la campagne Overland, durant laquelle la priorité était de défaire les armées de Lee directement sur le champ de bataille. Avec Petersburg, Grant choisit une cible stratégique et politique permettant d'immobiliser Lee et de l'assiéger aussi longtemps que nécessaire, ou bien de l'attirer dans un combat décisif à découvert.

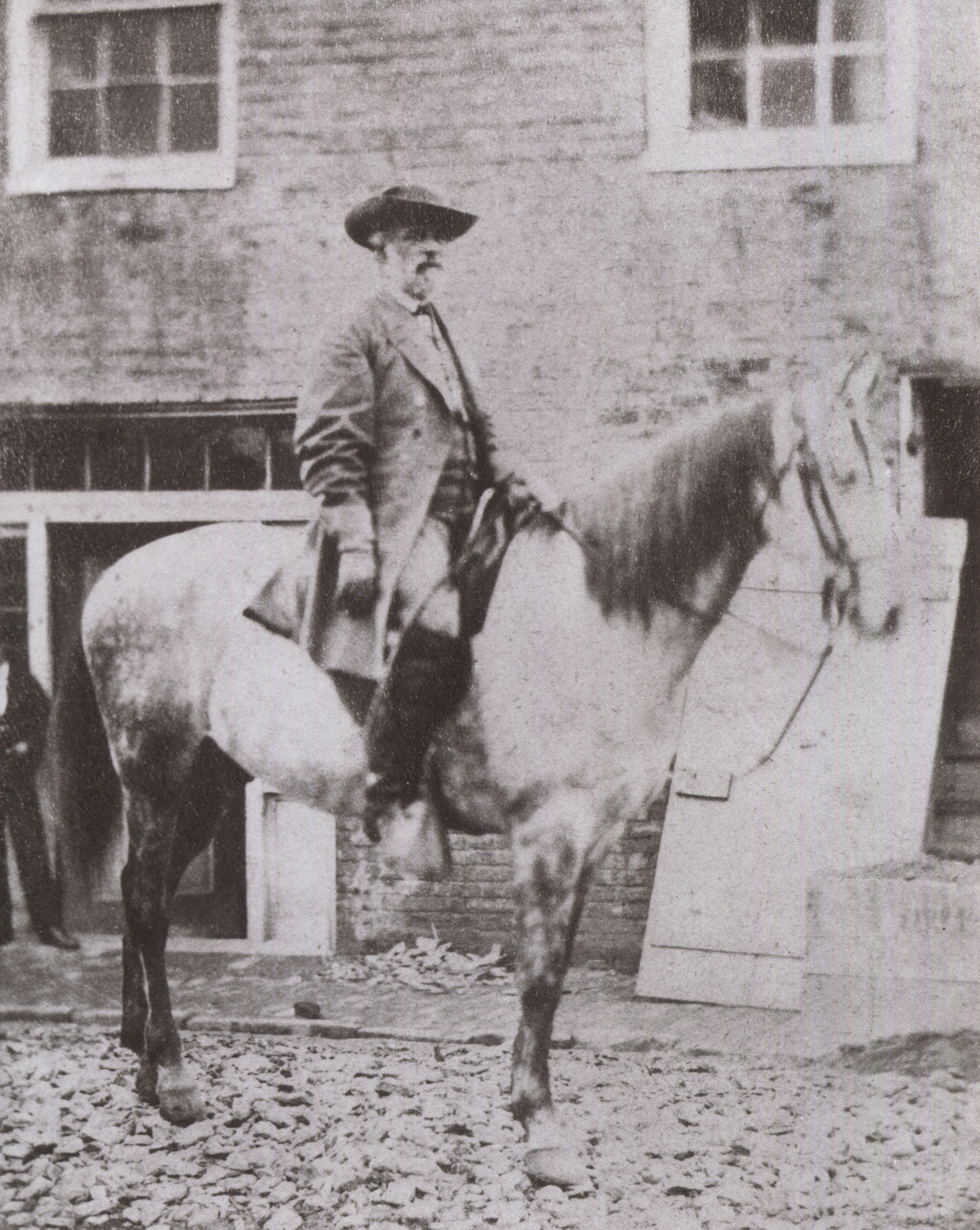
Robert Lee sur son cheval Traveller en 1864 durant le siège de Petersburg.

Le siège de Petersburg dure de juin 1864 à mars 1865 marqué par de multiples désertions dans une armée confédérée disparate, découragée, affamée et en infériorité numérique. Durant treize mois, les forces de l'Union tentent de prendre d'assaut la ville de Petersburg dont la défense a été confiée au général P.G.T. Beauregard. Inquiet également de la progression des troupes unionistes dans la vallée de Shenandoah, qui menace les ravitaillements des troupes confédérées basées en Virginie, Lee envoie le corps d'armée du général Jubal A. Early pour repousser les forces de l'Union hors de la vallée et, si possible, menacer Washington, afin de contraindre Grant à réduire les forces armées unionistes encerclant Petersburg. Early commence ses opérations militaires avec réussite, passe Harpers Ferry, traverse le Potomac, et commence à s'avancer dans le Maryland. Pour le contrer, Grant déploie alors le Corps d'armée d'Horatio G. Wright et d'autres troupes annexes. Après quelques victoires, Early doit battre en retraite en Virginie où il est constamment sous la pression des troupes unionistes. Il réussit à mettre en déroute un corps d'armée unioniste qui cherchait à rejoindre Grant et à investir de nouveau la Pennsylvanie où il brûle la ville de Chambersburg (Pennsylvanie), en représailles des destructions commises par l'armée nordiste dans la vallée de Shenandoah.
Grant charge alors Philip Sheridan, commandant la cavalerie de l'armée du Potomac, du commandement de la totalité des forces armées de l'Union dans la région, réunies pour l'occasion sous l'appellation d'armée de la Shenandoah. De son côté, Robert Lee envoie des troupes confédérées pour renforcer l'armée d'Early mais celles-ci sont attaquées par surprise par une division de cavalerie de l'Union. Après plusieurs batailles, profitant de la dispersion des forces d'Early, Sheridan attaque près de Winchester (Virginie). Early doit de nouveau se retirer et rejoindre des positions défensives sur Fisher's Hill où il est de nouveau attaqué par Sheridan et obligé de se retirer sur Waynesboro (Virginie). L'armée d'Early étant affaiblie et contenue, la vallée de la Shenandoah s'ouvre donc aux troupes de l'Union où Sheridan mène une campagne de terre brûlée, préfigurant la marche de Sherman vers la mer en novembre 1864. L'objectif est d'empêcher la Confédération de ravitailler ses armées en Virginie, et l'armée de Sheridan exécute cette consigne sans pitié, brûlant récoltes, granges, moulins et usines. En octobre, à la bataille de Cedar Creek, Early met en déroute les deux tiers de l'armée de l'Union, mais ses troupes, affamées et épuisées, brisent les rangs pour aller piller le camp de l'Union. Sheridan réussit alors à rallier ses troupes et inflige à Early une défaite décisive avant de faire route pour rejoindre Grant au siège de Petersburg.

### Général en chef des armées confédérées

#### Contexte et nomination
En 1865, la situation de la Confédération qui manque cruellement d'hommes est critique. On commence même à évoquer une dictature politique et militaire à la manière de la République romaine. Le choisi pour le poste serait la légende confédérée : le général virginien Robert E. Lee. Le "Renard gris" possédait en effet une grande réputation malgré sa prise au piège à Petersburg. Mais Lee avait toujours dit qu'il refuserait toute offre d'un rôle politique et n'avait pas envie d'endosser une responsabilité supplémentaire, devant déjà assurer tant bien que mal la défense de Richmond et de Petersburg. Mais reste encore la question de la centralisation du commandement militaire qui pourrait faciliter les choses. Jusqu'à présent, l'armée était dirigée par Jefferson Davis à travers ses cinq généraux d'armée. Le 16 janvier, le Congrès des États confédérés vote la nomination du général Lee au poste de commandant en chef des armées confédérées. C'est finalement le 31 janvier que la nomination est promulguée, sans même avoir prévenu ou consulter l'accord du bénéficiaire.
À court de main-d'œuvre, la question de l'armement des esclaves est devenue une question primordiale pour les troupes confédérées. En dépit de l'hostilité des civils, Lee obtient finalement que des esclaves soient enrôlés dans l'armée confédérée. En contrepartie de ce service, les esclaves-soldats et leurs familles seraient émancipés.

#### Campagne d'Appomattox
Le reliquat de l'armée d'Early est définitivement battu lors de la bataille de Waynesboro, le 2 mars 1865. Une nouvelle défaite confédérée intervient encore lors de la bataille de Fort Stedman, le 25 mars 1865, portant un coup dévastateur pour l'armée de Lee, préfigurant la chute de Petersburg les 2 et 3 avril. Les troupes unionistes lancent un assaut final sur les tranchées de la ville. En dépit d'une défense héroïque des confédérés, Lee est obligé, sous la pression de l'Union, de retirer ses forces de Petersburg puis de Richmond à cause de l'assaut unioniste à la bataille de Five Forks marquant le début de la campagne d'Appomattox. La capitale sudiste, désormais sans défense, est abandonnée et incendiée. Il prend la direction de l'ouest afin d'essayer de rejoindre les unités commandées par le général Joseph E. Johnston en Caroline du Nord. Encerclé de nouveau, conscient de l'impossibilité de renverser le cours des événements, Lee résiste à l'appel de certains de ses officiers de mener une guérilla dans les montagnes. Trois jours de combat s'ensuivirent à la bataille d'Appomattox Court House.

#### Reddition à Appomattox
L'Armée de Virginie du Nord est encerclée de trois côtés. Lee décide alors de capituler à Appomattox(Virginie) le 9 avril 1865 après plusieurs propositions du général Grant les 7 et 8 avril.

Les termes de la reddition étaient honorables car les soldats confédérés étaient autorisés à rentrer chez eux sans leurs armes, mais avec leurs chevaux, à la condition qu'ils ne reprennent plus le combat contre l'Union. Les conditions de reddition de Grant conviennent à Lee, en ce qu'elles prévoient que les officiers seront libérés sur parole, avec leurs biens, et que les soldats seront aussi libérés sur parole. Lee faisant remarquer que les confédérés avaient combattu avec leurs propres chevaux, Grant refuse de modifier les termes de la capitulation mais assure que chaque soldat confédéré qui revendiquera un cheval ou une mule pourra rentrer chez lui avec l'animal, afin qu'il puisse travailler la terre pour l'année suivante. Lee reconnaît que cela jouera en faveur de la réconciliation nationale.

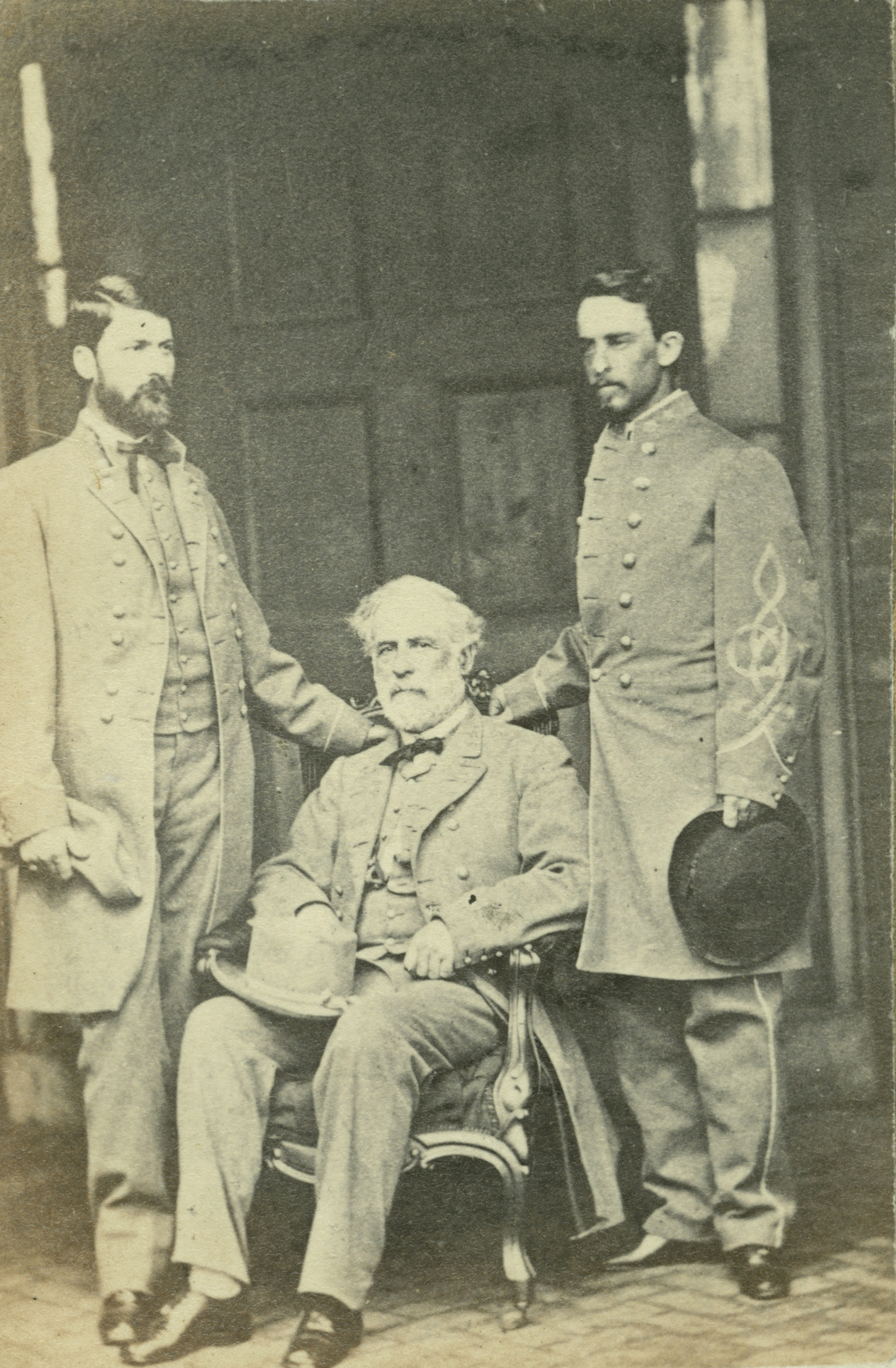
Lee avec son fils Custis (à gauche) et son aide de camp, Walter H. Taylor (à droite). Photographie de Mathew Brady prise le 16 avril 1865 à la résidence de Lee à Richmond (Virginie).

## Après la guerre

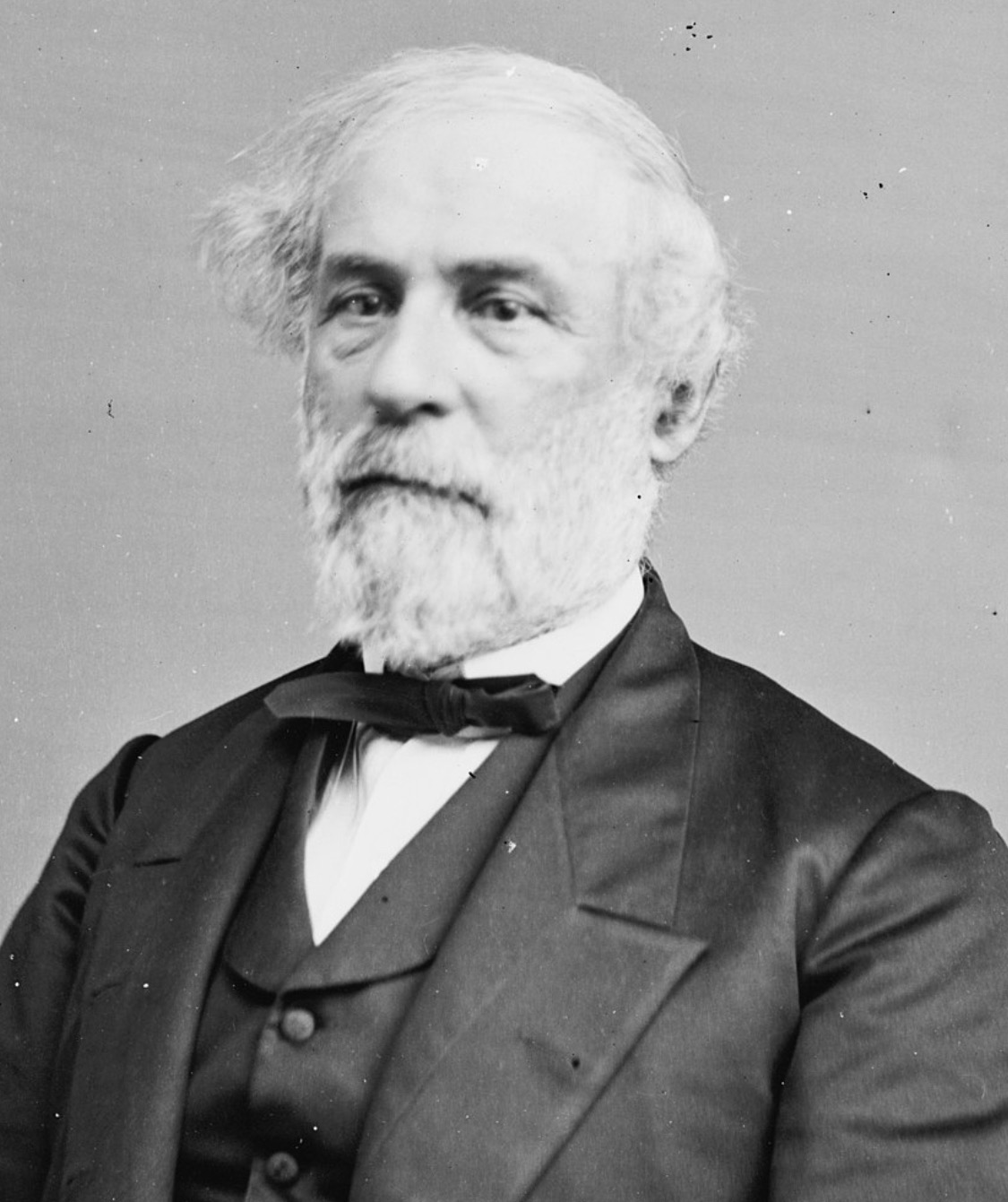
L'une des dernières photos du général Lee.

### Fin de vie
Au moment de décider de capituler, Lee déclare à ses officiers qu'il se réjouit que l'esclavage soit aboli et que le Sud ne pourrait que mieux s'en porter,. Sa plantation d'Arlington a néanmoins été saisie par les troupes unionistes et ses terres transformées en cimetière militaire (cimetière national d'Arlington).
Robert Lee ne tarda pas à renouveler son serment d'allégeance aux États-Unis d'Amérique et à faire une demande d'amnistie. Cependant, les documents attestant de la demande de renouvellement de son serment d'allégeance et de sa demande de pardon furent égarés par le secrétariat de William H. Seward et ne furent retrouvés qu'en 1970.

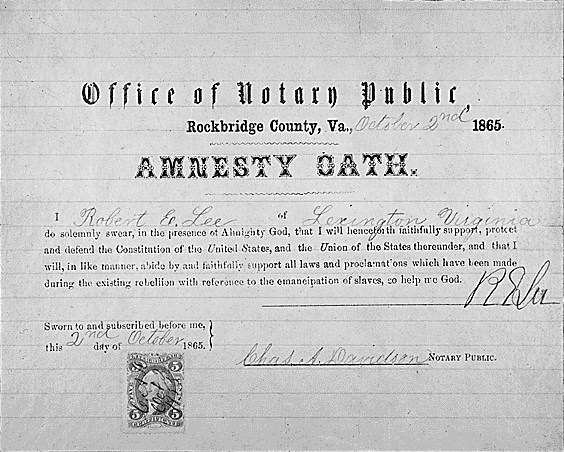
Serment d'allégeance signé par le général Lee en 1865.

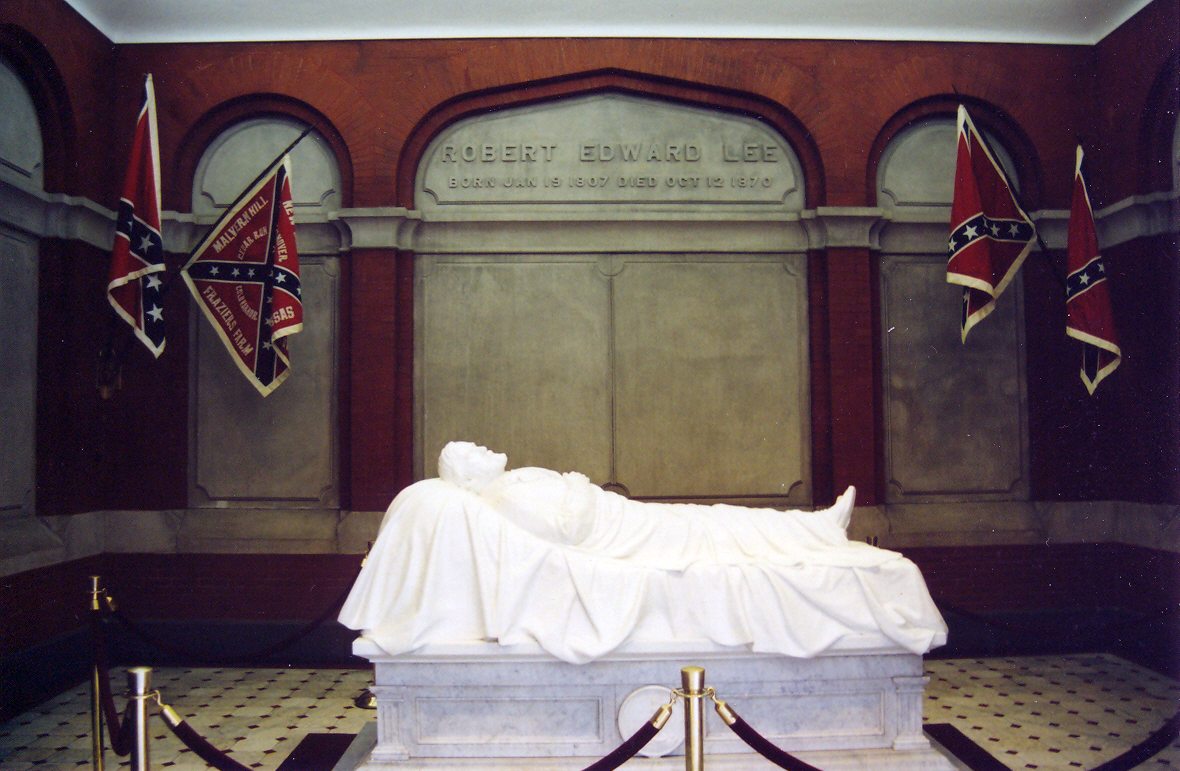
Gisant du général Lee dans l'enceinte de la chapelle où il repose à Lexington.

Du 2 octobre 1865 jusqu'à sa mort, Robert Lee est président du Washington College (devenu Washington and Lee University) à Lexington. Sous sa présidence, la petite faculté devient une institution scolaire renommée et prestigieuse.
Après la guerre, Lee apporta son soutien au programme de reconstruction du Sud proposé par le président Andrew Johnson, centré sur une restauration rapide des gouvernements et administrations des anciens États confédérés. Il s'opposa cependant à l'octroi immédiat du droit de vote aux anciens esclaves au motif qu'ils n'étaient pas assez éduqués pour voter intelligemment et seraient ainsi la proie des candidats démagogues. En 1867, il s'opposa au programme des républicains radicaux qu'il estima incompatible avec toute politique de réconciliation nationale entre l'Union et l'ex-Confédération. En 1868, Lee et 31 autres anciens confédérés signèrent un manifeste de soutien à Horatio Seymour, candidat démocrate à l'élection présidentielle américaine de 1868, opposé au républicain et ancien général unioniste, Ulysses S. Grant. Le manifeste exprimait une approche paternaliste des relations sociales entre Blancs et Noirs dans les anciens États confédérés, niant toute hostilité de la part des premiers envers les seconds. Il demandait également la restauration du pouvoir de l'ancienne classe politique blanche au motif que les Noirs n'avaient pas encore les qualifications nécessaires pour être dépositaires du pouvoir politique.
Partisan de la réconciliation, Lee s'oppose à toute violence contre les anciens esclaves ou contre les autorités fédérales. En tant que président d'université, il fait ainsi expulser plusieurs étudiants blancs coupables de violences envers des Noirs. En 1869-70, il tente sans succès de faire construire des établissements publics scolaires pour les Noirs.
En 1870, Lee participa à une réunion d'anciens confédérés au cours de laquelle il exprima des regrets pour la capitulation d'Appomattox en invoquant la politique républicaine de reconstruction menée dans le Sud dans les années qui suivirent.
Lee devint le grand héros du Sud en même temps que sa popularité grandissait dans le Nord.
Victime d'un accident vasculaire cérébral en septembre 1870, il meurt d'une pneumonie le 12 octobre 1870.

### Réhabilitationpost mortemde Robert Lee
Ce n'est qu'en 1888 que le général Lee recouvre, à titre posthume, l'ensemble de ses droits civiques (droit de vote) qui lui avaient été retirés en tant qu'ancien soldat confédéré.
En juin 1975, à l'initiative d'une campagne menée par le sénateur Harry F. Byrd, une résolution posthume, adoptée à l'unanimité par les sénateurs et par la quasi-unanimité des membres de la Chambre des représentants, restaura Robert Lee dans l'ensemble de ses droits, dont sa citoyenneté américaine. Le président Gerald Ford signa la résolution en août 1975 au cours d'une cérémonie officielle devant le portique de la maison du général Lee à Arlington en présence d'une douzaine de ses descendants dont Robert E. Lee V, son arrière-arrière-petit-fils. Une procédure similaire de réhabilitation sera également ratifiée sous Jimmy Carter en faveur de Jefferson Davis, l'ancien président confédéré.

## Anecdotes

### Les uniformes du général Lee

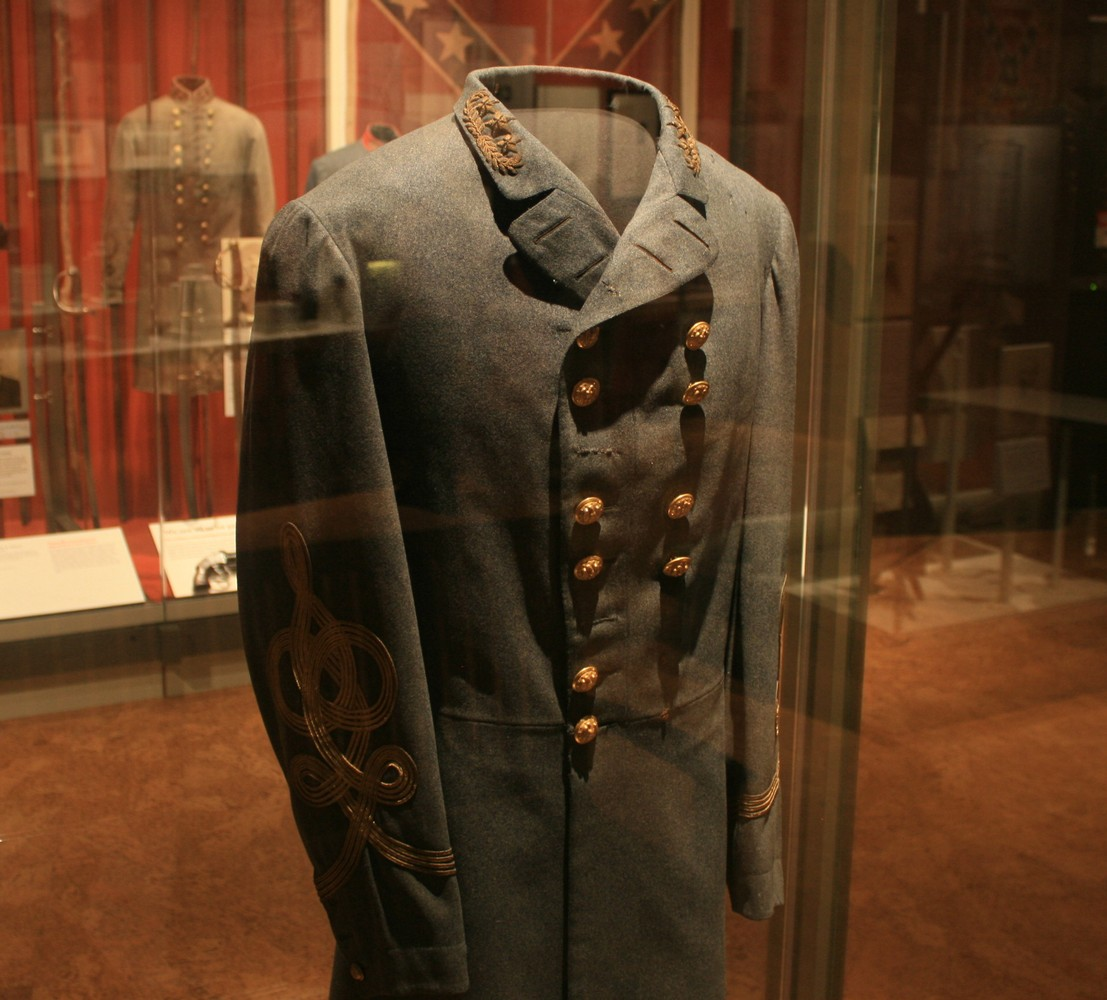
"The Surrender Uniform", uniforme du général Lee porté à l'occasion de sa reddition. Il est actuellement au musée d'Appomattox.

Robert E. Lee était général d'armée dans la Confederate States Army. Néanmoins, il portait presque systématiquement un uniforme avec des galons de colonel symbolisé par trois étoiles. C'était en effet son grade au début de la guerre de Sécession. Trouvait-il l'uniforme de général trop extravagant ou trop vantard pour un gentleman ? Par son expérience du Mexique, savait-il que de tels uniformes attiraient les balles ? Ou, peut-être se trouvait-il inapte à être général ? Ou bien était-ce seulement parce qu'il s'agissait de son dernier grade officiel dans l'armée de l'Union ? Nous ne le saurons jamais. À une occasion, au moins, Lee a porté un uniforme de général conventionnel : à Appomattox lors de sa reddition. Dès lors, on peut supposer qu'il l'utilisait lors de cérémonies ou autres grandes occasions. Cette hypothèse se confirme sur la photographie prise par Mathew Brady une semaine après la reddition puisque Lee y apparaît en uniforme de colonel. En fait, Lee possédait (au moins) trois uniformes de colonel :
- Le Booted & Spurred Uniform, qu'il porte lors de la photo de Minnis et Cowell en 1863 dans leur studio à Richmond[39].
- Le Maryland Uniform, présenté à Lee par des sympathisants sudistes de Baltimore (Maryland) en 1863[39].
- Le Back Porch Uniform, acquis en 1864, il est porté par Lee dans la plupart des photographies où il apparait.

Il possédait également un uniforme de général :
- Le Surrender Uniform, porté lors de sa reddition à Appomattox. Cet uniforme, dont les galons se caractérisent par trois étoiles et une couronne de lauriers, avait été acquis l'hiver précédant sa capitulation.

### Le clan des Virginiens

État-major du général Lee durant la guerre de Sécession
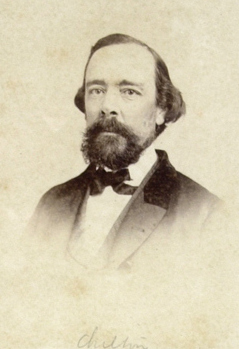
Brigadier général Robert H. Chilton (en), chef du personnel.
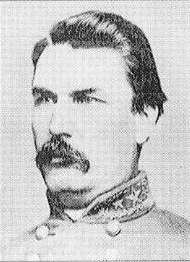
Brigadier général Armistead L. Long (en), aide de camp.
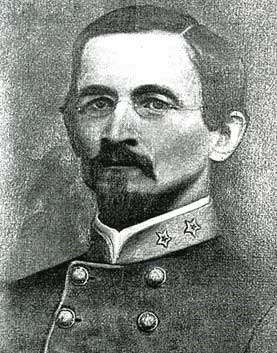
Colonel Charles Marshall, aide de camp.
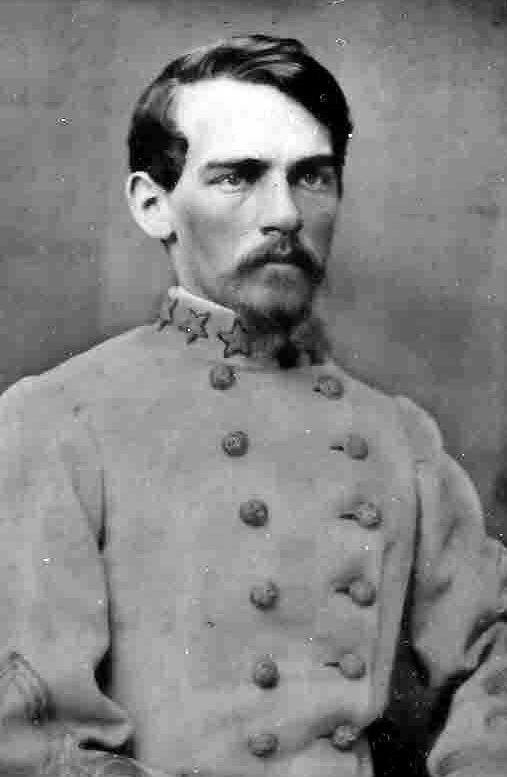
Colonel Walter H. Taylor, aide de camp.
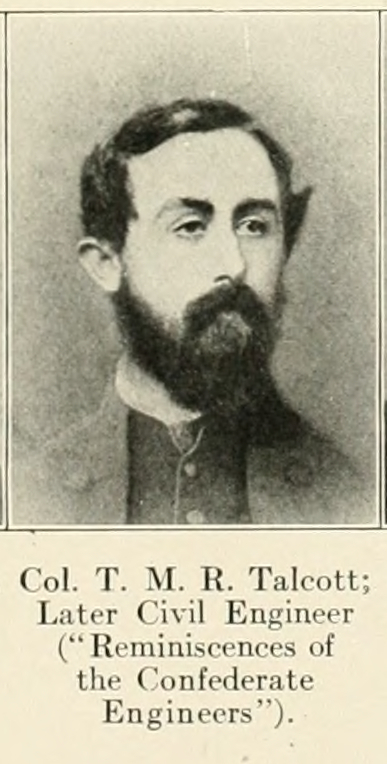
Colonel Thomas Mann Randolph Talcott, aide de camp.

Lee était soupçonné de favoriser les Virginiens dans leur montée en grade. En effet, lui et la plupart de ses officiers étaient Virginiens ("le clan des Virginiens"). Ainsi, outre Robert H. Chilton (en), son état-major est composé de quatre aides de camp , tous Virginiens : Walter H. Taylor, Randolph Talcott, Charles S. Venable (en) et Charles Marshall. De plus, après la bataille de Chancellorsville, il nommera les Virginiens Richard S. Ewell et A.P. Hill à la tête des 2e et 3e corps sans oublier que Stonewall Jackson et Jeb Stuart, deux de ses principaux lieutenants, étaient originaires de Virginie.

### Les animaux du général Lee

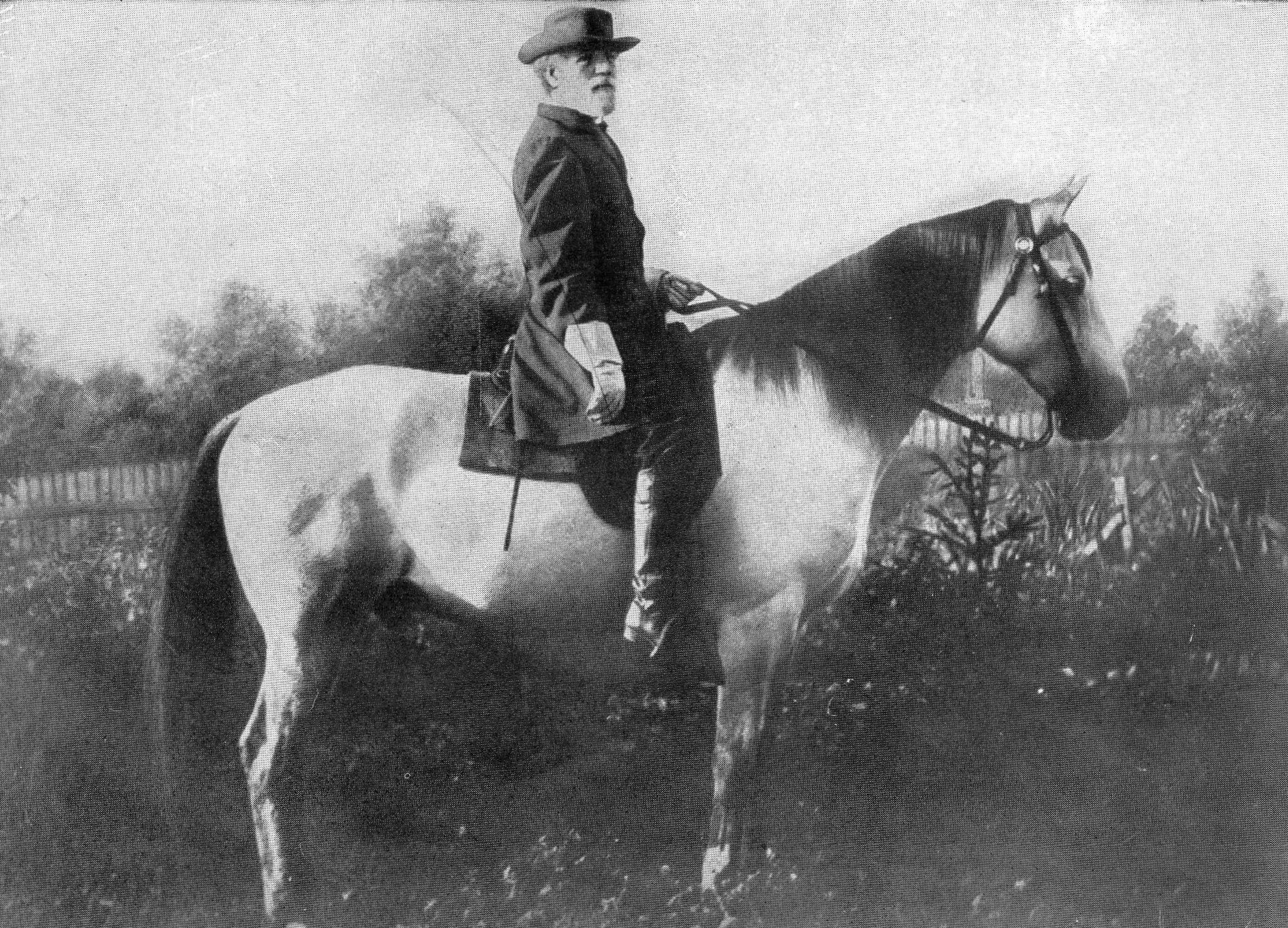
Le général Lee en septembre 1866, montant son fameux cheval Traveller (1857-1871).

Lee était passionné par les chevaux. Il en a eu plusieurs. La jument Miss Lucy était l'une d'entre eux mais le principal cheval du "Renard gris" était Traveller, qu'il chevaucha durant une bonne partie de la guerre. Le cheval, né Greenbrier, fut acquis par le général en février 1862 et l'accompagna durant de nombreuses batailles de la guerre et jusqu'à sa mort. Traveller meurt quelque temps après Lee : il est abattu après avoir développé le tétanos. Ses restes sont enterrés à la Washington & Lee University où les portes de sa dernière écurie restent encore aujourd'hui ouvertes dans le but de permettre à son esprit de vaquer en liberté. Le cheval est connu dans la culture populaire et joue un rôle majeur dans un album de la bande dessinée Les Tuniques bleues : Bronco Benny. Par ailleurs, le "vieil homme" lui fit une description presque amoureuse de Traveller dans ses courriers :
"Si j'étais un artiste, je te dresserai un portrait authentique de Traveller […] et un tel portrait pourrait inspirer un poète. […] Mais je ne suis pas un artiste, Markie, et peux seulement te dire qu'il est un gris confédéré."
À part Traveller, Lee fut également accompagné d'une poule pendant près de deux ans. Ainsi début 1862, une poule de variété black hen s'échappa d'une cargaison et alla se réfugier dans la tente du général qui décida de l'épargner. Baptisée Nellie, elle suivit Lee dans ses bagages partout où il se rendait. En mai 1864, à cause de la famine qui s'empara des rangs confédérés, la poule a été sacrifiée par le cuisinier de Lee pour la lui servir,,,. Lee l'apprend le lendemain s'étonnant de son absence. Il en aurait eu l'estomac tout retourné.

### La reddition
- Durant sa reddition à Appomattox, Lee est magnifiquement vêtu de son bel uniforme gris de général et ceint de son épée de parade[73]. En revanche, le lieutenant-général Grant est mal habillé et ses bottes sont couvertes de boue[74]. Grant témoigne d'ailleurs lui-même du contraste de sa tenue avec celle de Lee dans ses mémoires[75],[73]. De même, Grant est plutôt petit alors que Lee mesurait entre 1,80 m[76] et six pieds (~1,83 m)[73].
- Après avoir discuté des conditions, les officiers se saluent. Lee dévisage le colonel Ely S. Parker, un chef indien Sénéca devenu officier[77]. Il lui aurait dit : « Je suis heureux de voir ici un véritable américain. » Parker lui répond :,« Nous sommes tous américains. »[77],[78]
- Le 10 avril, le major-général George Meade rencontre Lee, son adversaire durant la bataille de Gettysburg. Meade ôte sa casquette et lui dit bonjour mais Lee ne le reconnait pas tout de suite. Lorsqu'il voit enfin de qui il s'agit, le général virginien s'exclame : « Mais que fais-tu avec tout ce gris dans ta barbe ? » Meade vient en effet de se remettre d'une semaine de maladie ce qui lui aurait donné un air « sauvage »[79],[80]. À cela, le vainqueur de Gettysburg répond : « C'est à vous que j'en dois l'essentiel[80],[81]. » D'ailleurs, Lee lui-même avait beaucoup vieilli durant la guerre de Sécession[82] puisque sa barbe était devenue uniformément blanche.

## Considérations
Le général Lee révèle d'incontestables qualités de commandant sur le champ de bataille durant la guerre de Sécession. Il est avant tout considéré comme un très grand tacticien, infligeant de nombreuses défaites à des armées nordistes en supériorité numérique. Il remporte la bataille de Chancellorsville en séparant son armée en deux et en menant une audacieuse attaque de flanc face à une armée bien supérieure en nombre. Cependant, dans la seconde moitié de la guerre, ses stratégies agressives font défaut à une Confédération en manque d'hommes. Grant l'avait compris et c'est ainsi qu'il vient à bout de Lee par une guerre d'usure. L'historien militaire Vincent Bernard résume Lee ainsi : "[Lee était un] tacticien et manœuvrier hors pair, mais qui n'a jamais su ou jamais pu exposer une stratégie d'ensemble cohérente embrassant tous les théâtres et pas seulement sa propre guerre virginienne."
Par ailleurs, la popularité du Virginien est sans égale. Peu après la victoire sudiste à la campagne de la Péninsule, le Richmond Dispatch écrit : "L'ascension soudaine de cet officier dans la confiance du public est sans aucun précédent. […] Ses succès placent leur auteur parmi les plus grands noms militaires - sur le même pied que les Hannibal, les César, les Frédéric et les Napoléon de l'histoire." Theodore Roosevelt le considère comme "le plus grand parmi les grands capitaines issus des peuples de langue anglaise". Jackson, son meilleur lieutenant, affirme : "Lee est un phénomène. Il est le seul homme que je suivrais les yeux bandés." Grant, son homologue nordiste, lui confie peu après sa reddition : "Il n'est pas un homme qui ait une plus grande influence que vous sur les soldats et le peuple de la Confédération." Churchill, Eisenhower et plein d'autres encore n'ont pas manqué de lui tisser des louanges.

## Vie familiale

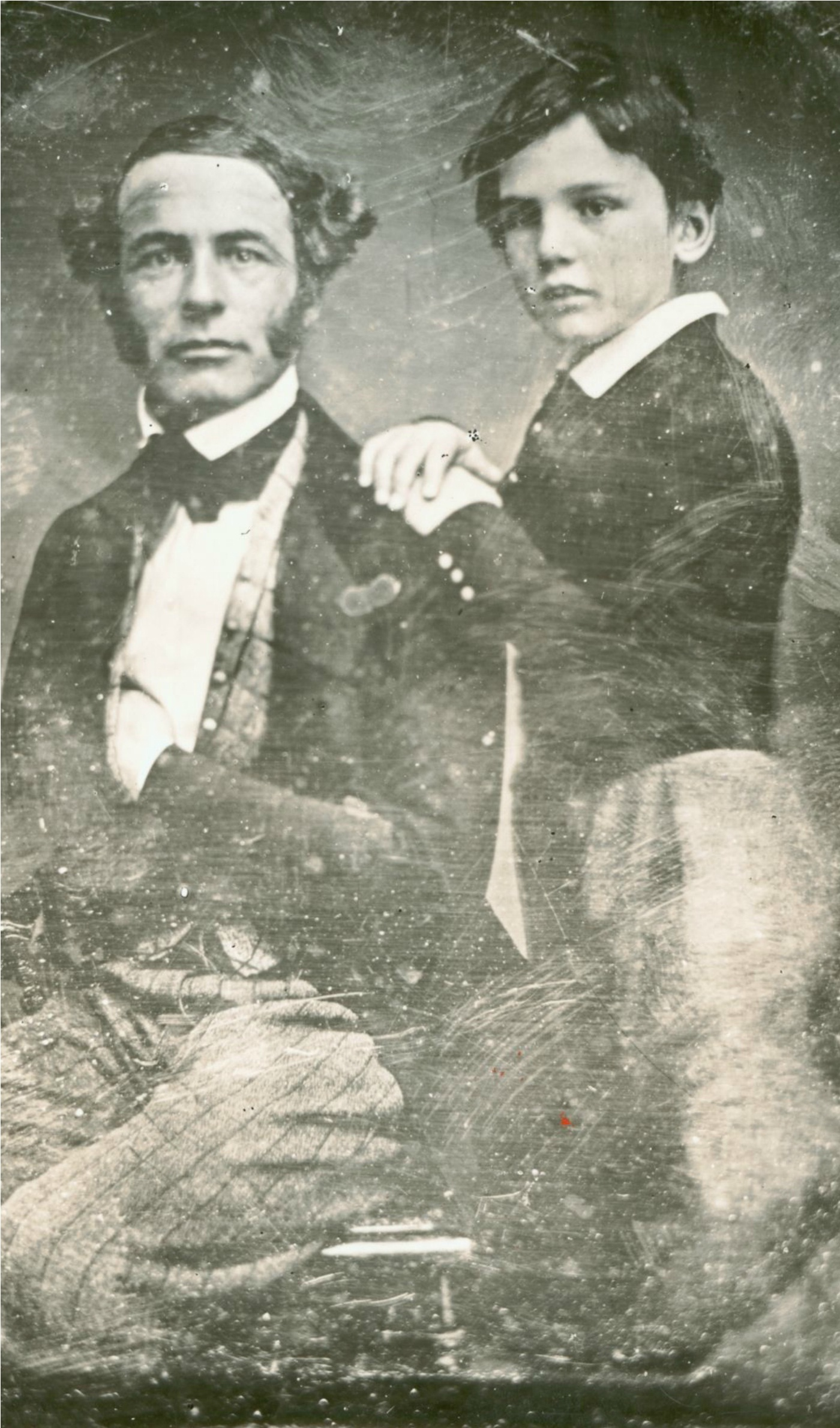
Daguerréotype de 1845 représentant Robert E. Lee à environ 38 ans avec son deuxième fils William Henry Fitzhugh Lee, dit Rooney, à l'âge de 8 ans.

Le 30 janvier 1831, Robert Lee épouse Mary Anna Randolph Custis (1808-1873), arrière-petite-fille de Martha Washington et de son premier mari Daniel Parke Custis, et arrière belle petite-fille de George Washington. Le mariage a lieu à Arlington, dans la propriété des parents de Martha Washington. Le couple aura sept enfants, trois garçons et quatre filles :
1. George Washington Custis Lee (1832-1913), général dans l'armée confédérée et aide de camp du président Jefferson Davis. Célibataire et sans postérité officielle ;
2. Mary Custis Lee (1835-1918), célibataire et sans postérité ;
3. William Henry Fitzhugh Lee (1837-1891), général dans l'armée confédérée (cavalerie) ; marié deux fois, quatre enfants dont deux survivront jusqu'à l'âge adulte, et postérité ;
4. Anne Carter Lee (1839-1862), célibataire et sans postérité ;
5. Eleanor Agnes Lee (1841-1873), célibataire et sans postérité ;
6. Robert Edward Lee Jr (1843-1914), capitaine dans l'armée confédérée (artillerie) ; marié deux fois ; deux enfants et postérité ;
7. Mildred Childe Lee (1846-1905), célibataire et sans postérité.

Tous ses enfants seront enterrés avec lui dans la crypte familiale (Lee Chapel) située à Lexington à l'Université de Washington et Lee.

## Hommages et postérité

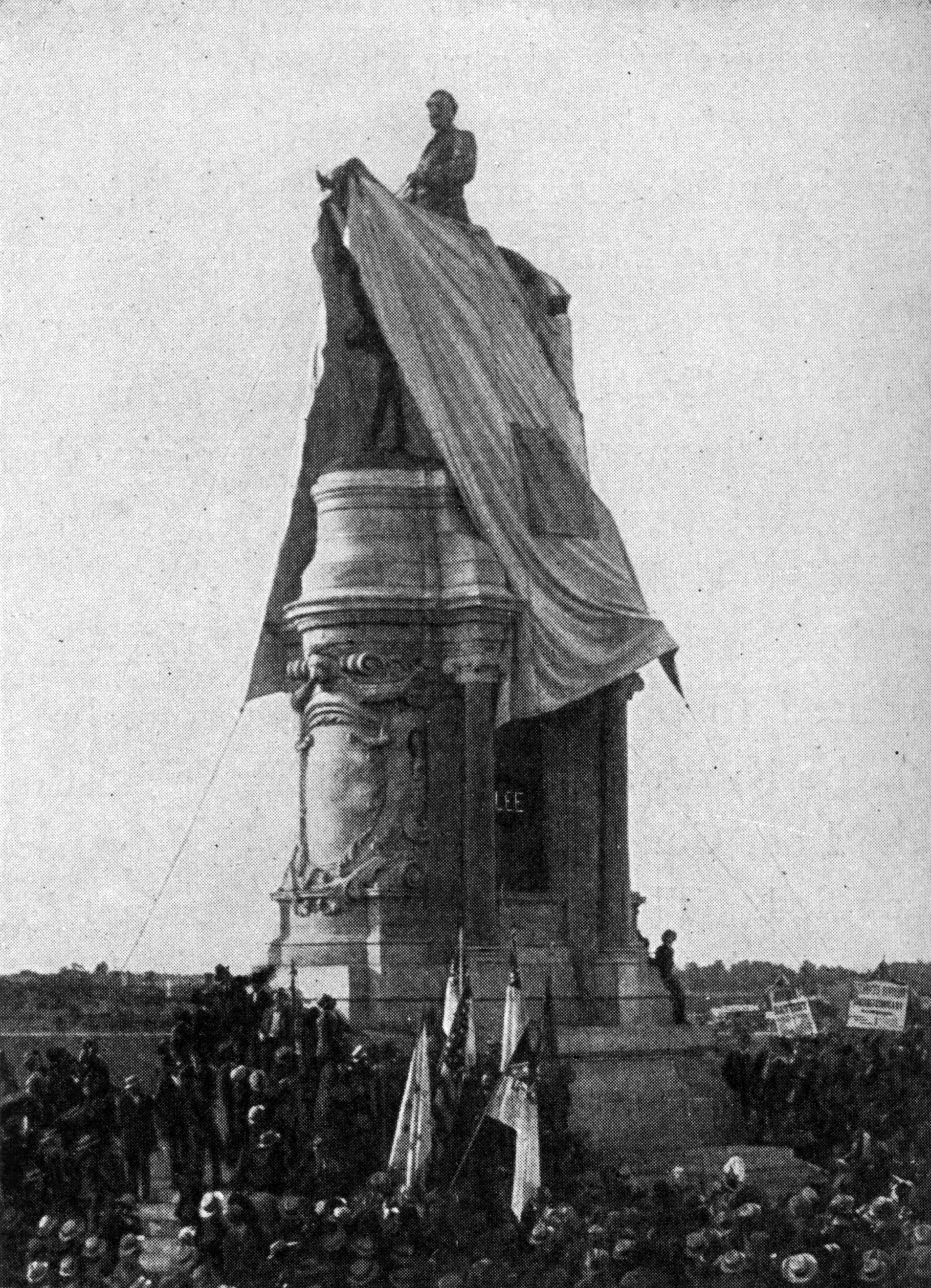
Inauguration de la statue équestre de Lee le 29 mai 1890 à Richmond (Virginie).

La popularité de Lee dans le Sud des États-Unis ne s'est jamais démentie et n'a fait que s'accroître depuis sa mort, pour atteindre le Nord. Les qualités de stratège militaire de Lee ont souvent été mises en avant par les historiens militaires mais aussi ses qualités propres comme son sens du devoir. Il a pu bénéficier à son avantage de la comparaison avec le général Ulysses Grant, connu pour son penchant pour la bouteille et dont le mandat à la présidence des États-Unis (1869-1877) fut marqué par la corruption et une politique radicale de revanche envers les anciens États confédérés[citation nécessaire] (durant la période connue sous le nom de reconstruction).

Lee est notamment surnommé « l'homme de marbre » par ses plus farouches partisans. En 1874, Benjamin Harvey Hill (en), un homme politique de Géorgie, futur représentant et sénateur au Congrès des États-Unis, prononça l'éloge de Robert Lee devant la Southern Historical Society à Atlanta en ces termes : 

« [Robert Lee était] un ennemi sans haine, un ami sans trahison, un soldat sans cruauté, un vainqueur sans oppression, et une victime sans murmure. Il était un officier public sans vices, un citoyen sans mal, un voisin sans reproche, un chrétien sans hypocrisie, et un homme sans ruse. Il était un César sans son ambition, un Frédéric sans sa tyrannie ; un Napoléon sans son égoïsme et un George Washington sans sa récompense,,. »

### Lieux de mémoires, monuments et statues
De nombreux monuments sont érigés à la mémoire de Robert E. Lee dans le Sud, et parfois dans le Nord.
Lee fut l'une des 29 personnalités dont le nom fut sélectionné pour être inscrit sur le tout premier Hall of Fame for Great Americans, dessiné par Stanford White, pour le campus de l'université de New York.
Au début du XXIe siècle, ils deviennent un enjeu de luttes entre défenseurs de l'égalité des droits, qui militent pour leur démantèlement, et ceux qui s'y opposent, que ce soit sur des positions suprémacistes, par nostalgie du Sud ancien ou simplement parce qu'ils sont des témoignages de l'Histoire.
Ces débats sont relancés en 2020 dans le cadre du mouvement Black Lives Matter : dans le cadre de ce mouvement, la statue équestre du général Lee du sculpteur français Antonin Mercié, inaugurée en 1890 sur Monument Avenue (Richmond, Virginie), est déboulonnée et découpée à la scie le 8 septembre 2021. Acte critiqué par certains car Lee avait rejoint les États confédérés d'Amérique par loyauté envers son État d'origine et non pas pour la politique sudiste. Lee avait par ailleurs admis être satisfait de l'abolition de l'esclavage après la guerre, même s'il était opposé au droit de vote des Noirs.
- Arlington House au cimetière national d'Arlington
- La statue du général Lee au Capitole des États-Unis, mise par l'État de Virginie (retirée en 2020[92])
- Statue équestre de Lee sur son cheval Traveller, champ de bataille de Gettysburg
- Le bas-relief de Stone Mountain (Géorgie), représentant Lee, Stonewall Jackson et Jefferson Davis
- La statue du général Lee (1884) à La Nouvelle-Orléans sur Lee Circle, déboulonnée en mai 2017[94]
- La statue équestre de Lee dans le parc Robert E. Lee à Dallas, Texas
- La statue équestre de Lee du sculpteur français Antonin Mercié, inaugurée en 1890 sur Monument Avenue, Richmond, Virginie Elle est déboulonnée le 8 septembre 2021 dans le cadre du mouvement Black Lives Matter qui considère Lee comme un symbole de l'esclavage[95].
- La statue du général Lee à l'université du Texas, à Austin

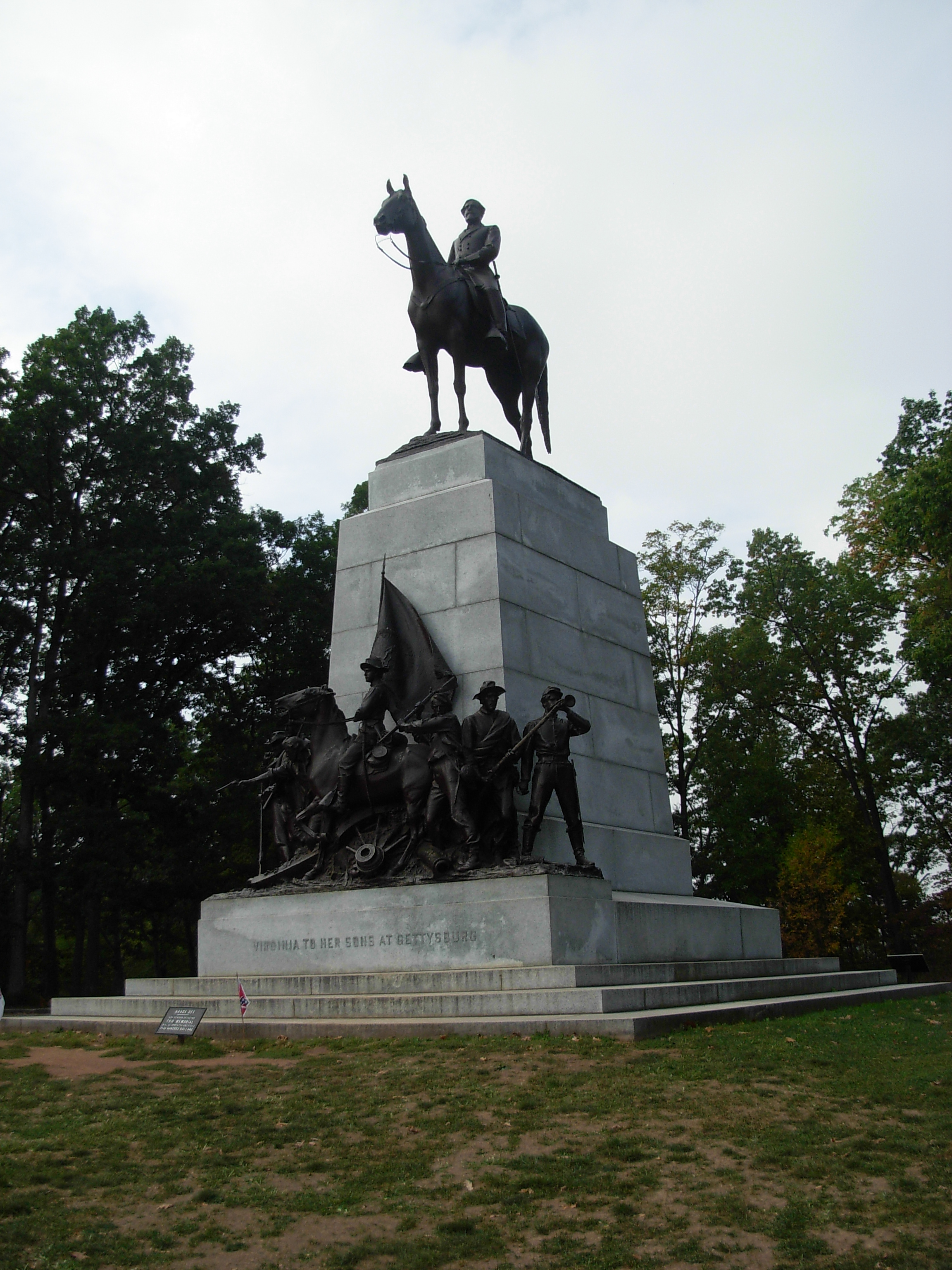
Statue équestre du général Lee située à Gettysburg.
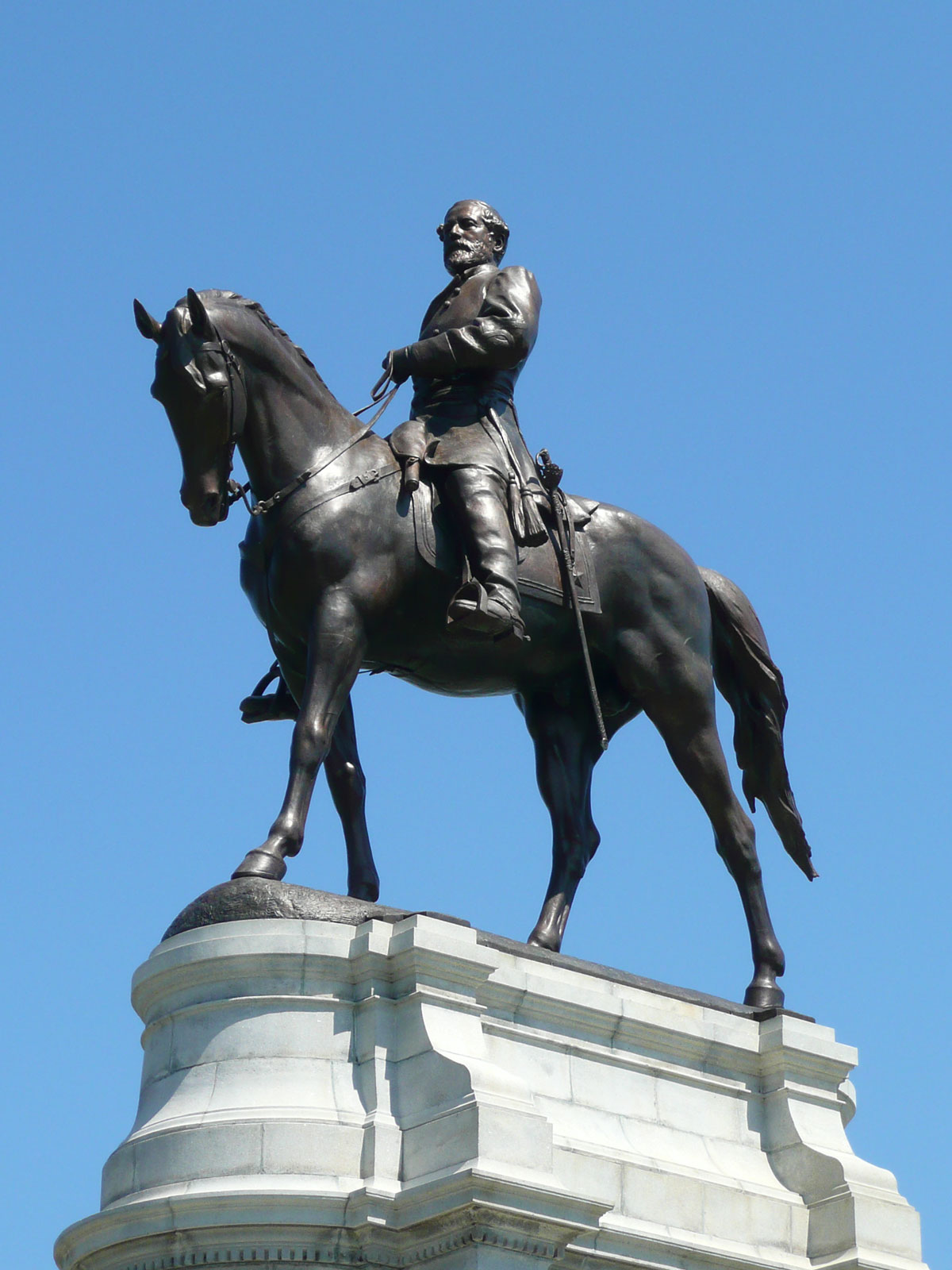
Ancienne statue équestre du général Lee, située Monument Avenue, Richmond (Virginie), avant d'être déboulonnée.
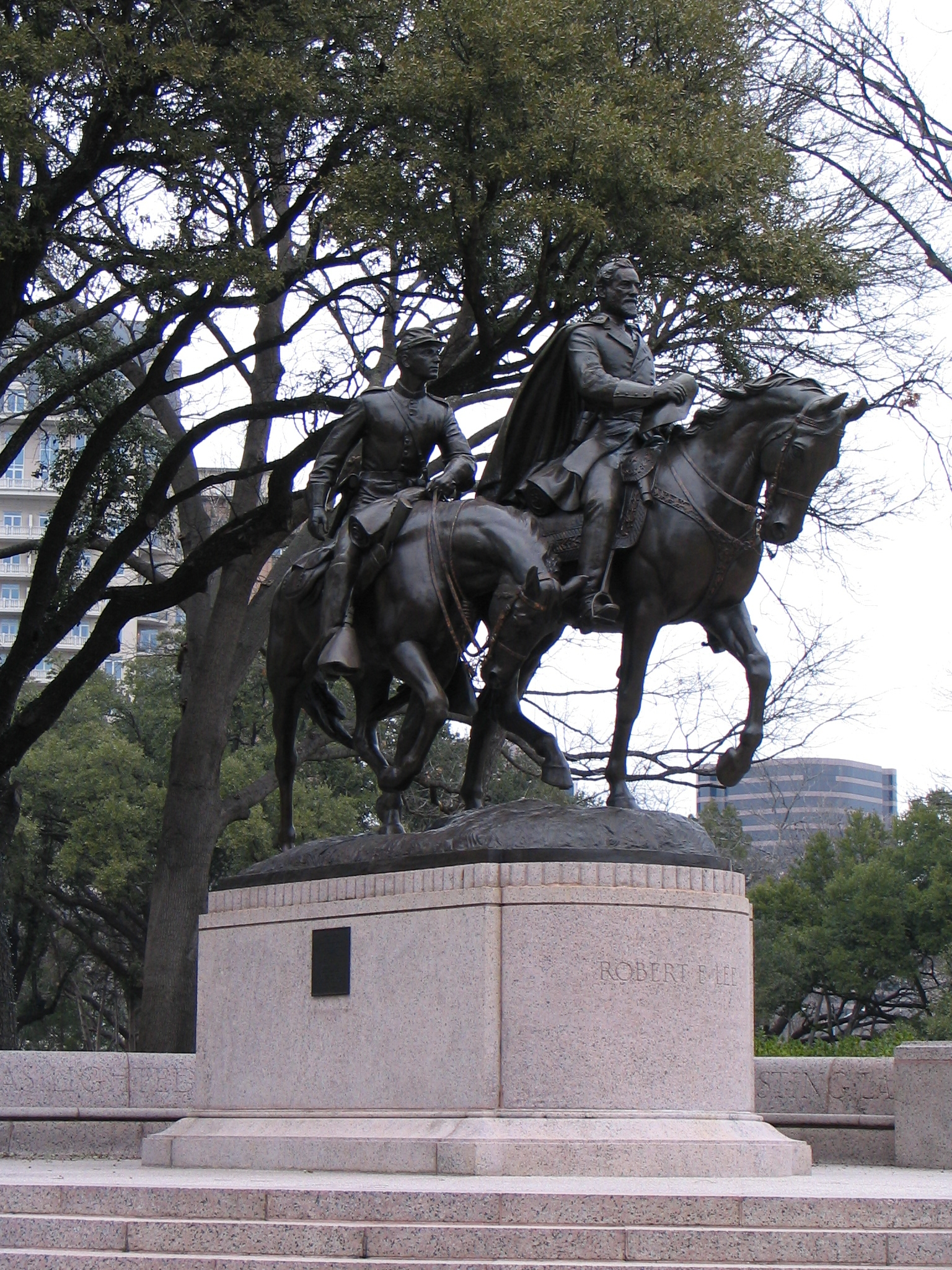
Mémorial du général Lee à Dallas (Texas).
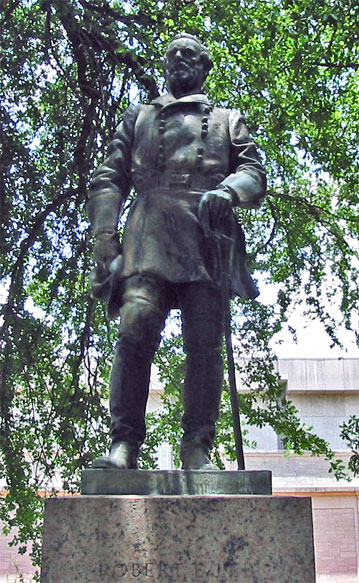
Statue du général Lee à l'université du Texas, à Austin.
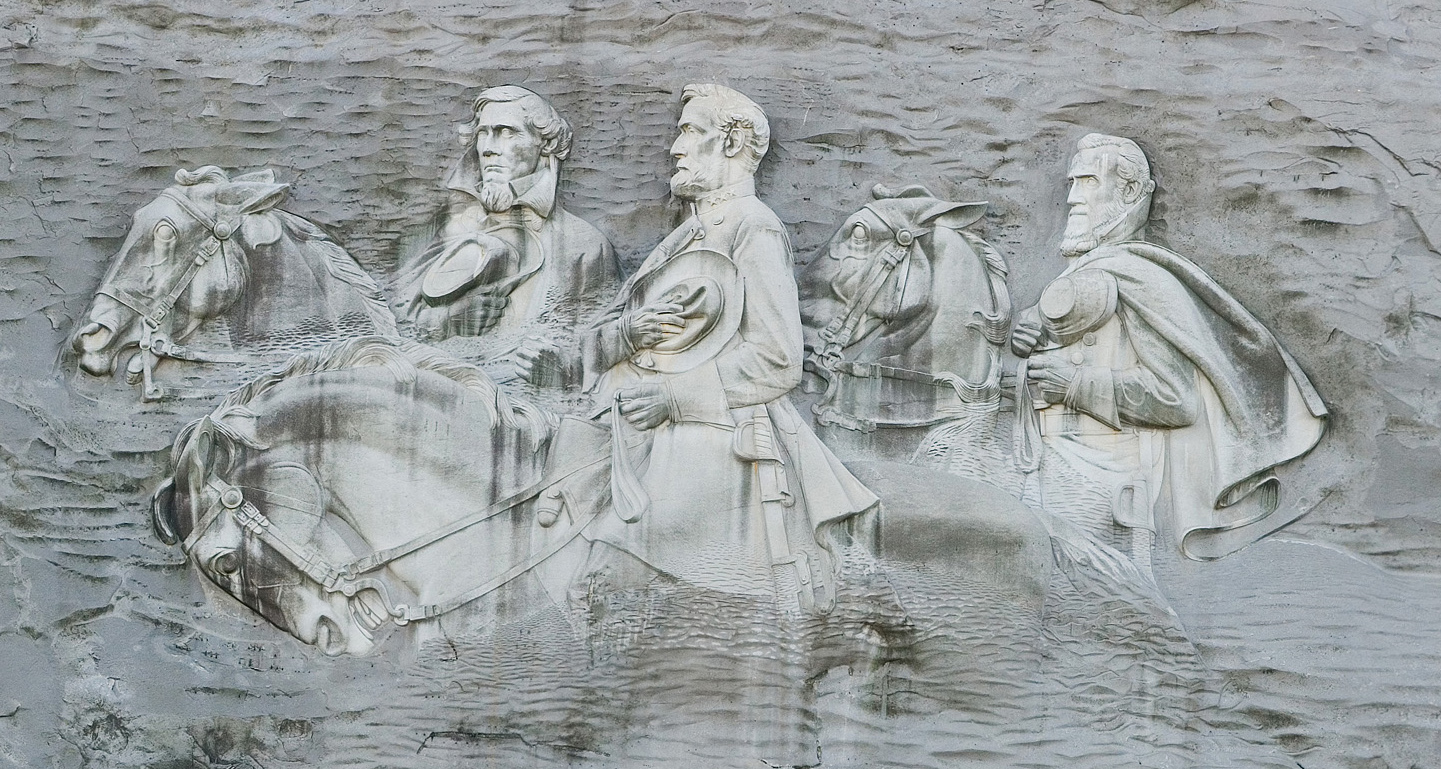
Monument de Stone Mountain, Géorgie.

La statue du général Lee à Charlottesville, Virginie, retirée de l'espace public en 2021 , est fondue en 2023 selon ce qu'en rapporte la presse en octobre 2023

### Lieux géographiques
- Plusieurs comtés ont pris le nom de Lee (Alabama, Arkansas, Floride, Kentucky, Mississippi, Caroline du Nord, Caroline du Sud, Texas, Virginie) ;
- De nombreuses voies (boulevard ou avenue) portent son nom notamment à Bâton-Rouge et La Nouvelle-Orléans (Louisiane), Manassas (Virginie). Une autoroute nationale, Lee Highway (en), relie New York à San Francisco en Californie ;
- Robert E. Lee Memorial Park (en), Baltimore, Maryland.

### Écoles et universités
Plusieurs écoles, collèges, universités portent le nom de Robert Lee dont :
- la Robert E. Lee Academy (en), Bishopville (Caroline du Sud)
- la Washington and Lee University, Lexington, Virginie
- le Lee College (en), Baytown, Texas
- le Southern Lee High School (en), Sanford, Caroline du Nord
- le Washington-Lee High School (en), comté d'Arlington, Virginie

### Matériel de guerre
- Le char M3 Lee, un char de combat de l'armée américaine de la Seconde Guerre mondiale
- Le sous-marin USS Robert E. Lee (SSBN-601) (en), construit en 1958
- Le bateau à vapeur Robert E. Lee (en) sur le Mississippi

## Dans la culture populaire

### Filmographie

#### Cinéma
- 1912 : For the Cause of the South de Bannister Merwin avec James Gordon
- 1915 : Naissance d'une nation de D. W. Griffith avec Howard Gaye
- 1922 : In the Days of Buffalo Bill de Edward Laemmle avec Lafayette McKee
- 1924 : La Vie dramatique d'Abraham Lincoln de Phil Rosen avec James Welch
- 1928 : The Heart of General Robert E. Lee de R. William Neill avec J. Barney Sherry
- 1930 : Abraham Lincoln de D. W. Griffith avec Hobart Bosworth
- 1935 : Agent no 13 de Richard Boleslawski avec John Elliott.
- 1940 :
  - Abraham Lincoln de John Cromwell avec George Irving
  - La Piste de Santa Fe de Michael Curtiz avec Moroni Olsen
- 1953 : Soldier of Peace d’Alfred Scott avec Stephen Courtleigh
- 1955 : Sept Hommes en colère de Charles Marquis Warren avec Robert Osterloh
- 1961 : Gentleman’s Decision de Jack Smight avec Dean Jagger
- 1982 : Les Bleus et les Gris d'Andrew V. McLaglen avec Robert Simonds
- 1990 : Valley of the Shadow of Death (1864) de Ken Burns avec George Black
- 1993 : Gettysburg de Ronald F. Maxwell avec Martin Sheen
- 2003 : Gods and Generals de Ronald F. Maxwell avec Robert Duvall
- 2007 : Sherman's March (en) de Rick King
- 2012 : Lincoln de Steven Spielberg avec Christopher Boyer
- 2020 : Grant de Malcolm Venville avec Brian Heydenrych

#### Télévision

##### Série
- 1985 : Nord et Sud de David L. Wolper avec William Schallert

### Musique

#### Chanson
- General Lee de Johnny Cash (1981)
- The Ghost of General Lee de Waylon Jennings (1999)
- Robert Lee est mentionné dans la chanson The Night They Drove Old Dixie Down (1969) du groupe The Band, évoquant les derniers jours de la guerre de Sécession et la souffrance du Sud.

#### Opéra
- 2007 : Appomattox de Philip Glass (prologue, deux actes et épilogue)

### Homonyme
- La voiture General Lee de la série Shérif, fais-moi peur.